# Југословенски динар
Динар (DIN, YUD) је била валута у Краљевини Југославији, социјалистичкој Југославији и Савезној Републици Југославији. Србија га је заменила српским динаром, а Црна Гора евром. Ознака валуте је била YUD, а један динар се делио на 100 пара.

## Наследници
Током и након распадања СФР Југославије:
- Словенија да не би користила динар 1991. године је увела привремене новчане бонове, 1992. године словеначки толар, а 2007. године евро.
- 1991. године Република Српска Крајина је увела динар Народне банке Републике Српске Крајине или крајишки динар, док је у осталим деловима Хрватске уведен хрватски динар. Од 1994. године у Републици Хрватској је заведена куна.
- Македонија је 1992. године увела денар.
- 1992. године у Републици Српској је уведен динар Народне банке Републике Српске, у хрватској заједници Херцег-Босни је коришћен хрватски динар, а у осталим деловима Босне и Херцеговине је уведен динар Народне банке Босне и Херцеговине. Од 1998. године у Босни и Херцеговини је заведена конвертибилна марка.
- Црна Гора од 1999. користи марку Савезне Републике Немачке, упоредо са динаром, од 2001. нема своју националну валуту, већ користи само немачку марку, а од 2002. године евро.
- Србија је наставила да користи динар

## Деноминације
Деноминација подразумева укрупњавање домаће националне валуте путем, заменом старих у нове новчане знаке у одређеном односу. Најчешће се врши брисањем одређеног броја нула. Нова новчана јединица након деноминације постаје једнака вредности већег броја до тада важећих јединица националне валуте и у том односу се врши прерачун и свих цена роба и услуга. Уз деноминацију, као део монетарне реформе, предузима се и читав низ других мера економске политике како би реформа била успешна.
После Другог светског рата динар је деноминиран шест пута, након шест периода инфлације:
| Датум            | Деноминација  | Напомена                       |
| ---------------- | ------------- | ------------------------------ |
| 1. август 1965.  | 100           | нови динар                     |
| 1. јануар 1990.  | 10.000        | „Марковићев динар“             |
| 1. јул 1992.     | 10            |                                |
| 1. октобар 1993. | 1.000.000     | СРЈ                            |
| 1. јануар 1994.  | 1.000.000.000 | СРJ                            |
| 24. јануар 1994. | 10-13 милиона | 1 нови динар = 1 немачка марка |

Од прве деноминације динара, која је извршена 1. августа 1965. (100 динара = 1 динар), до следеће, која је извршена 1. јануара 1990 је прошло чак 24 године и 4 месеца.
Након прве деноминације 1965. године, све до 1990. године, у обичној комуникацији коришћен је назив „стари динар”, у коме су се изражавале цене у „новим динарима”. Тако се за робу чија је цена износила 250 динара, рачунало да кошта 25.000 старих динара.
Свака следећа деноминација дешавала се у врло кратким размацима.
Након деноминације 1990, односно од 1. јула 1992. године, за само 2 године и 6 месеци је извршена нова деноминација. Међутим, брзина инфлације је наметнула потребу за новим, убрзаним деноминацијама. У периоду 1992-1995. године извршен је највећи број деноминација динара, од чега су три стварне и четири техничке . Стварне деноминације су извршене: 1. јула 1992. године, затим након 15 месеци, односно 1. октобра 1993. године и 1. јануара 1994, док су техничке деноминације извршене 1. августа 1993. године: 1.000 дин. = 1 динар, затим 1. октобра 1993. године: 1.000. = 1 динара, 13. децембра 1993. године: 1.000.000. динара = 1 динара, и 1. јануара 1994. године: 1.000 динара = 1 динар).
При последњој деноминацији, 24. јануара 1994, када је уведен нови динар, обим деноминације је износио 13.000.000:1, да би после два дана био коригован на 12.000.000:1 динар.
У периоду од 1992. до 1998, динар Савезне Републике Југославије је био исте вредности као и динар Републике Српске. Исто тако и у случају динара Републике Српске Крајине.

## Историјат новчаница

### Новчанице Краљевине СХС/Југославије

#### Новчанице Краљевине Србије / Аустроугарске / Краљевине Црне Горе
За време Првог светског рата, динар је у унутрашњем оптицају само незнатно изгубио од вредности, јер је Привилегована народна банка доследно поштовала прописе о покрићу за његову емисију. Мада је окупатор наметнуо круну као законски новац у Србији, становништво је с пуно поверења у националну валуту, чувало динаре, замена је извршена само мањим делом, по принудном курсу који је окупатор наметнуо: два српска динара за једну круну, што је било у нескладу са предратним курсом. Међутим, већ крајем 1918. динар је почео нагло да губи вредност, почетком 1919. је уведена пракса инфлаторног финансирања буџетских расхода, тако да је већ 1920. дошло до праве ерозије унутрашње вредности динара.
Привилегована Народна банка Србије је на почетку Првог светског рата, 13. јуна 1914. године, евакуисана из Београда, преко Солуна у Марсеј, где се налазила до завршетка рата. Враћена је у Београд 16. фебруара 1919. Током рата, банка је успела да готов у целости очува своју имовину, посебно злато и сребро, који су служили као подлога за динар.
У новоствореној држави, Краљевини Срба, Хрвата и Словенаца, у оптицају је било новаца из више држава: аустроугарска круна, српски динар, црногорски перпер, немачка марка и бугарски лев.
Постављало се питање како извести унификацију валута на најефикаснији и најправеднији начин, како би се успоставила новчана стабилност у Краљевини СХС. Замена лева и немачких марака није донела већих тешкоћа. Замена бугарских лева вршена је за крунско-динарске новчанице, с обзиром да се радило о малим количинама ове валуте, конверзија мале количине, око 50 милиона лева у промету у Србији, је била далеко лакше изводљива. Леви су замењени на паритетној основи 2:1 непосредном наплатом код бугарске централне банке почетком 1919. године. Слична ситуација је била и са немачком марком, која је замењена у динаре у односу 1:1. Након присаједињења Црне Горе извршен је попис перпера, при чему је утврђено да постоји око 12,27 милиона, од чега у Црној Гори 9,13 милиона, у Херцеговини и Далмацији 1,8 милиона и у Србији 1,34 милиона. Перпер је убрзо затим изгубио својство платежног средства, а његови власници готово више од две године нису имали јасно дефинисану ситуацију о његовој вредности. Овакву конфузију су искористили шпекуланти, који су почели да купују перпер на црно, по упола мањој вредности у односу на српски динар, што је изазвало незадовољство у народу. Црногорски перпери су били последња затечена валута, која је замењена у крунско-динарске новчанице, по паритету 1:1, у току априла 1921. године, у тренутку када је већина перпера већ била променила своје власнике. Исплаћивање благајничких упутница у перперима су постале обавеза нове државе, при чему је конверзија за износе до 5.000 перпера вршена у крунско-динарске новчанице у односу 1:1, док се за веће износе конверзија вршила у односу 2:1.
Највише новца је било из области које су претходно биле под аустроугарском влашћу. Наиме, Централне банке владе Аустрије и Угарске су плански обезвредила своју валуту још током ратних година, пошто су штампале огромне количине папирних новчаница без покрића, финансирајући тако своје ратне трошкове. На крају рата 31. октобра 1918. емисија аустроугарских круна је износила 31,5 милијарди, а имала је покриће у металу у вредности од свега 342 милиона круна. И након рата, аустроугарска Централна банка је наставила да штампа папирне новчанице без покрића у корист Аустрије и Мађарске, тако да је крајем 1919. године у оптицају било више од 50 милијарди круна.
Око српског динара и аустроугарске круне, постављала су се битна политичка и финансијска питања о томе:
- да ли ће издавалац новог новца бити држава или емисиона банка
- каква ће и колика бити подлога новог новца
- какав ће бити курс замене српског динара и аустријске круне, као постојећих валута у земљи, према новој валути југословенском динару. С једне стране, постојала је жеља да се вредност динара не квари у корист проблематичног новца који није имао подлогу, а са друге, политички није било разумно поништити круне и тако ликвидирати новчани део имовине оног дела становништва, које је живело на територији некадашње Аустроугарске.

Одлучено је да се најпре изврши жигосање аустријских круна на територији Краљевине СХС, домаћим печатима како би се:
- спречило даље падање вредности круне на територији Краљевине СХС[13] и тиме смањили губици, те преузела контрола над њом, с обзиром да се наставила пракса инфлаторног финансирања, неконтролисаним штампањем нових новчаница у Бечу и Пешти, која је коришћена и током рата
- одредила количина круна у земљи и спречио даљи доток круна са територије суседних држава[13]
- спречили планови о континуитету крунске монетарне и царинске уније, те очувању монархије у било ком облику.[13]

Са жигосањем круна се започело почетком, а завршило 31. јануара 1919. Највећа количина круна је жигосана у Хрватској и Славонији, Срему, Банату и Бачкој, а знатно мање у Словенији, Босни, Херцеговини и Србији. Постигнут је само један од очекиваних циљева: круне су издвојене из аустроугарског монетарног система, али није било могуће спречити прилив нежигосаних круна, због слабе примењене технике жигосања са обичним мастилом, па их је било лако фалсификовати, тако да грађани нису ни могли знати да ли је жиг ваљан. Други позитивни ефекат жигосања круна је било донекле смиривање грађана, којима је постало јасно да круне неће бити проглашене ништавним.

#### Динар из 1919. године
Већ 1. фебруара 1919. влада је донела одлуку да се отпочне са штампањем нових новчаница, па се није чекало на озакоњавање нове емисионе банке, како не би прошли месеци, те је тај задатак преузела држава на себе. Уговорено је штампање нових новчаница у Паризу, затим у Прагу, па Загребу, али услед техничких препрека, штампање се отегло. На лето 1919. почеле су да пристижу прве новчанице, али веома споро. Затим се разбуктала политичка криза, дошло је до промене владе и министра финансија, што је цео процес одужило још више. У међувремену, прилив круна из иностранства је настављен и даље се вршило њихово и легално и нелегално жигосање.
У великој оскудици и хаотичним монетарним приликама, непосредно након проглашења краљевине, се јавила потреба за већом количином ситних апоена, за подмиривање потребе свакодневног малопродајног промета, те за званичним новцем у оптицају. Већ 1919. општинске власти у више градова на територији новонастале државе (Загреб, Карловци, Осијек, Сплит, Београд, Сарајево, Љубљана и Марибор) реаговале су издавањем свог, општинског новца, односно вредносног папира, који се у општинским благајнама могао заменити за државни новац одговарајуће вредности. Овај ситан папирни новац је вредео као средство плаћања ограничено време, односно годину дана. Градска општина Карловца штампала је 1919. године и издала 10, 20 i 50 филира, који су важили до краја јуна 1920. У Осијеку су пуштене у оптицај две емисије градског новца с роком важења до краја децембра 1919. У првој емисији су штампане новчанице од 10, 20 и 50 филира, а у другој од 10 и 20 филира. У Сплиту су 16. јула 1919. издате новчанице од 10 и 20 крунских хелера на годину дана. Новчанице од 10, 20 и 50 филира, које су важиле само за подручје Загреба су штампане до краја јуни 1920. године.
Средином новембра 1919. Привилегована народна банка, у то време већ непостојеће државе, пустила је у промет папирни новац у апоенима од једног и пола динара. Аутор новчанице од пола динара, је био загребачки графичар Менци Клемент Црнчић. Мање новчанице су штампане у литографском заводу Рожанковски у Загребу. Новчанице од 1 динара су штампане у Француској, текст на наличју, које подсећа на новчаницу од 5 динара из 1916/17 је на француском језику.
Мада су апоени од једног и пола динара већ ушли у оптицај без додате вредности у крунама, влада је одлучила да је на све новчанице неопходно доштампати вредности у крунама, како би се у народу избегла забуна код прерачунавања у круне и обрнуто. Додатно жигосање извршено је у Београду у Управи фондова, почевши од 2. јануара 1920, али само на оним новчаницама које су се налазиле у трезору, док су новчанице које су се већ налазиле у оптицају остале нежигосане. Приликом доштампавања, на новчаницама од 1 динара начињена је штампарска грешка, тако да је уместо 4 KRUNE, писало 4 KURNE. Међутим, грешка је касно уочена па су овакве новчанице, због великих трошкова и избегавања могуће пометње приликом замене, остале у оптицају.
Новчанице од 10 и 20 динара су штампане у Прагу, а највеће новчанице су штампане у Паризу. У новембру се рачунало да се има довољно наштампаних динара у износу од 2,5 милијарди и да би се могло кренути са решавањем питања замене круна, па се од 26. новембра 1919. до јануара 1920. вршило маркирање круна, специјалним маркицама и то само на претходно жигосане круне. Нису маркиране ни ситне новчанице од 1, 2 и 10 круна. Маркирање је имало два предвиђена циља:
- утврђивање количина круна у промету
- држава је у облику принудног зајма задржавала 20% од вредности сваке маркиране круне, као допринос крунског подручја покривању буџетског дефицита, који се на динарском подручју већ наплаћивало инфлаторном монетарном емисијом. Влада је обећавала да ће 20% зајма вратити, али су многи то разумели као конфискацију.[26]

Процењено је да је на територији Краљевине СХС циркулисало око 8-10 милијарди аустроугарских круна и држава се задужила да би откупила део тих круна.
По закону од 26. јануара 1920. године, Привилегована Народна банка Краљевине Србије је прерасла је у Народну Банку Краљевине СХС. Емисиона банка Краљевине СХС, као континуитет Привилеговане Народне банке Краљевине Србије је почела са радом тек 1. фебруара 1920. године. Уследили су даљи кораци ка унификацији. Народна банка је издала динарско-крунске новчанице, са постојећом металном подлогом, на којима су одштампане њихове вредности у обе новчане јединице, у динарима и у крунама. Замена је вршена по систему круна за круну, а динар за динар, с тим да је однос био 4 круне за 1 динар (на пример 400 круна - 100 динара). Овим новчаницама су замењиване само претходно маркиране круне, док су ситније крунске новчанице остале и даље у оптицају, али је одлучено да се по завршетку замене, динарско-крунске новчанице задрже као једино средство плаћања. Задржавање имена круне олакшало је прихватање нових новчаница на територији где се раније користила круна.
Замена за динарско-крунске новчанице од 1000, 100, 50 и 20 круна је отпочела 16. фебруара и трајала је до 3. јуна 1920. Наредне године, од 16. маја до 4. јуна 1921. је вршена замена ситних круна, исте године је вршена замена и у делу Далмације која је тада припојена Краљевини СХС.
Након обављене замене аустроугарских круна, повећана је количина новца у оптицају у Краљевини СХС, што је довело до повећања инфлације.
На дан 2. априла 1920. године објављена је одлука министарског савета о забрани изношења динарско-крунских новчаница из земље, те о кажњавању и заплењивању новчаница у корист државе у случају изношења. Ова одлука је ублажена августа исте године, када је дозвољено да се у иностранство изнесу новчанице у износу до 1.000 динара.
Динарско-крунске новчанице су биле омиљене у народу. Велики број примерака никада није замењен у банци, људи су их задржавали као успомену. Две новчанице су добиле надимке, она од 10 динара добила је назив „ковач”, или „Нинчићева банка”, а новчаница од 20 динара „орач”, због слике орача на њеном лицу.
Новчанице нису биле посебног квалитета и било их је лако фалсификовати. Познати су фалсификати свих новчаница, осим оних са најнижом номиналном вредношћу. Најчешће су фалсификоване новчанице од 100 и 5, а најређе оне од 1000 динара. Због великог броја фалсификата било је неопходно заменити читаву серију динарско-крунских новчаница. Одлука о повлачењу новчаница од 20 динара је донесена већ јануара 1921, годину дана након њеног пуштања у оптицај. Изузетно успели фалсификати су пронађени на Бледу, у Загребу, Трсту, Пешти и Грацу. Повлачење новчанице од пет динара (20 круна) почело је 20. јануара 1922, с роком од десет месеци.
| Слика Лице Наличје | Износ                  | Димензије | Боја                                                                   | Опис | Опис                                                      | Датум     | Повлачење/последња замена |
| Слика Лице Наличје | Износ                  | Димензије | Боја                                                                   | Лице | Наличје                                                   | Датум     | Повлачење/последња замена |
| ------------------ | ---------------------- | --------- | ---------------------------------------------------------------------- | --- | --------------------------------------------------------- | --------- | ------------------------- |
|                    | 1/2 динара 2 круне     | 80-их51   | браон, љубичаста и сива                                                | штит са грба Краљевине СХС                                                                                   |                                                           | 1.2.1919. | крај 1925./30.11.1927.    |
|                    | 1 динар 4 круне        | 110-их77  | браон                                                                  | Милош Обилић                                                                                                 |                                                           | 1919.     | крај 1925./30.11.1927.    |
|                    | 5 динара 20 круна      | 110-их75  | љубичаста, браон и плава                                               | Милош Обилић                                                                                                 |                                                           | 1919.     | 24.12.1921./20.11.1922.   |
|                    | 10 динара 40 круна     | 153-их92  | лице плавкасто сива, наличје плава се прелива у ружичасту лево и десно | шаре, лево ковач, с чекићем у десној руци, у левој клешта с гвожђем у њима на наковњу, испред пањ с алатима. | ремац од грожђа и винове лозе, лево и десно корпе с воћем | 1.2.1919. | 10.8.1923./10.6.1924.     |
|                    | 20 динара 80 круна     | 150-их90  | маслинасто зелена                                                      | орач |                                                           | 1.2.1919. | 17.1.1921./30.4.1921.     |
|                    | 100 динара 400 круна   | 177-их112 | љубичаста                                                              | |                                                           | 1919.     | 17.1.1929./25.5.1934.     |
|                    | 1000 динара 4000 круна | 240x132   | зелена и љубичаста                                                     | |                                                           | 1919.     | 17.1.1929./25.5.1934.     |

#### Динар из 1920. године
Повлачење динарско-крунских новчаница је вршено поступно. Последња која је повучена из оптицаја, била је новчаница највише вредности од 1000 динара - 4000 круна.
Тек 1923. године дошло је до стабилизације динара и инфлација је умањена. Почетком 1923. започео је успон динара, што се може повезати са доласком на место министра финансија Милана Стојадиновића. У наредне три године динар је снажно ојачао на светским берзама, сређене су државне финансије и оборена је инфлација. Ова стабилност се одржала све до 1931.
У циљу повећања новчане масе потребне за кредитирање у обнову ратом разрушене земље, као и замене крунских динара чији су се фалсификати почели појављивати, Народна банка Краљевине Срба, Хрвата и Словенаца је крајем 1920. наручила израду новчаница од 10, 100 и 1.000 динара.
Новчаница од 10 динара, је штампана у америчкој компанији у Њујорку. Американци су уступили резервну новчаницу са вињетом снажног нагог човека који окреће точак, што симболично представља напредак. Таквој новчаници, изнад точка су додати ликови две жене, богиње радиности и науке и Меркура - симбола трговине. На наличју новчанице су планински врхови Кожуф, Ветерник, Добро Поље и Кајмакчалан. Новчаница је пуштена у оптицај 5. августа 1922.
| 1920-1926 Серије                                                                         | 1920-1926 Серије | 1920-1926 Серије | 1920-1926 Серије | 1920-1926 Серије | 1920-1926 Серије        | 1920-1926 Серије | 1920-1926 Серије | 1920-1926 Серије | 1920-1926 Серије | 1920-1926 Серије |
| Слика                                                                                    | Слика            | Износ            | Димензије        | Боја             | Опис                    | Опис             | Датум            | Датум            | Датум            | Датум            |
| Лице                                                                                     | Наличје          | Износ            | Димензије        | Боја             | Лице                    | Наличје          | Штампа           | Издавање         | Повлачење        | Рок важења       |
| ---------------------------------------------------------------------------------------- | ---------------- | ---------------- | ---------------- | ---------------- | ----------------------- | ---------------- | ---------------- | ---------------- | ---------------- | ---------------- |
|                                                                                          |                  | 10 динара        | 150-их86         | плава            | човек који окреће точак | планински врхови | 1.11.1920.       | 5.8.1922.        | 1928.            | 18.7.1935.       |
| Све слике су скалиране на 0,7 пиксела по милиметру, што је стандард за светске банкноте. |                  |                  |                  |                  |                         |                  |                  |                  |                  |                  |

Новчаница од 100 динара, у народу позната као „плава стотинарка‘‘, на чијем лицу се налази лик жене са ловоровим венцем на глави, носи датум 30. новембар 1920, а пуштена је у оптицај тек 1. јануара 1925. године. Новчаницу су потписали члан управе Марко Стојановић и гувернер Ђорђе Вајферт. Целокупна израда новчанице, која је трајала необично дуго, од 1920. до 1924. је поверена француској банци. Њен аутор је фр. G. Fraipont, а гравери су били фр. Delosh и фр. Rita. Сам цртеж, без оквира је величине 156x80 mm. Израђена је на белој хартији, са водотиском (филигран), леви профил Милоша Обреновића, који се налази у доњем десном углу новчанице, гледано с лица. На десној половини лица је цртеж жене с ловоровим венцем на глави, огрнуте плавим плаштом са хермелином (симбол државе), која у руци држи мач. На левој половини лица новчанице је приказана панорама Београда, Калемегданска тврђава и део вароши. На лицу је текст исписан ћирилицом. За израду лица новчанице је искоришћен мотив са новчанице исте номинале, издате у Краљевини Србији 1905. године, чији је аутор био Жорж Дивал (фр. Georges Duval), а гравер фр. Ernest Florian, с тим што је измењена орнаментика обода, затим плашта, богатији је род воћа, а додат је и пароброд као симбол модернизације. На наличју, с леве стране новчанице се налази младићу српској сеоској народној ношњи, наслоњеног левом руком на штит с државним грбом, а у средини је цртеж три једрењака на мору. Текст на наличју је исписан латиницом. Наличје је штампано у четири боје.
С њеним издавањем је отпочело повлачење, новчанице исте номиналне Краљевине Србије из 1905, као и динарско-крунске верзије (100 динара – 400 круна) из 1919. године.
Четворобојна новчаница од 1.000 динара, са Светим Ђорђем, такође је штампана 1920. године у Француској и њен аутор је исто француски уметник. Пуштена је у оптицај
1923.
| 1920-1926 Серије                                                                  | 1920-1926 Серије | 1920-1926 Серије | 1920-1926 Серије | 1920-1926 Серије           | 1920-1926 Серије         | 1920-1926 Серије             | 1920-1926 Серије | 1920-1926 Серије | 1920-1926 Серије | 1920-1926 Серије |
| Слика                                                                             | Слика            | Износ            | Димензије        | Боја                       | Опис                     | Опис                         | Датум            | Датум            | Датум            | Датум            |
| Лице                                                                              | Наличје          | Износ            | Димензије        | Боја                       | Лице                     | Наличје                      | штампа           | issue            | Повлачење        | Рок важења       |
| --------------------------------------------------------------------------------- | ---------------- | ---------------- | ---------------- | -------------------------- | ------------------------ | ---------------------------- | ---------------- | ---------------- | ---------------- | ---------------- |
|                                                                                   |                  | 100 динара       | 168x98           | љубичаста на жутој подлози | жена                     | бродови и сељак              | 30.11.1920.      | 1.1.1925.        | 1933.            | 4.5.1936.        |
|                                                                                   |                  | 1.000 динара     | 182-их108        | браон и плава              | Свети Ђорђе убија аждају | човек оре, различити градови | 30.11.1920.      | 1923.            | 1933.            | 4.5.1936.        |
| Све слике су скалиране на 0,7 пиксела по mm, што је стандард за светске банкноте. |                  |                  |                  |                            |                          |                              |                  |                  |                  |                  |

Године 1921. штампан је најситнији папирни новац од 25 пара. Аутор је загребачки сликар Миленко Ђурић. Новчаница је са обе стране прекривена разним орнаментима бледих боја. На лицу се преко основне орнаментике налази цртеж манастира Грачанице и поља са ознакама номиналне вредности, а на наличју су цртежи острва са црквом на Бледском језеру, на левој половини и споменик бана Јелачића у Загребу, на десној половини. Новчаницу је потписао министар финансија Коста Кумануди. Штампана је у Загребу и Новом Саду. Налазила се у оптицају од 14. јуна 1921. до 30. септембра 1927.
| Слика | Слика   | Износ   | Димензије | Боја              | Опис               | Опис                                              | Датум      | Датум      |
| Лице  | Наличје | Износ   | Димензије | Боја              | Лице               | Наличје                                           | Издата     | Повлачење  |
| ----- | ------- | ------- | --------- | ----------------- | ------------------ | ------------------------------------------------- | ---------- | ---------- |
|       |         | 25 пара | 92x62     | тамноплава, смеђа | манастир Грачаница | Бледско острво, споменик бана Јелачића у Загребу. | 14.6.1921. | 30.9.1927. |

Мотиви на новчаницама југословенског динара су бирани према концепцији новостворене државе, у њеној првој фази. Три тада признате националне заједнице представљене су својим симболима, а натписи су на сва три званична језика - српском (ћирилица), хрватском и словеначком (латиница).
Новчаница од 10 динара из 1926. године је штампана у Паризу и носи потпис Ђ. Вајферта.
| 1920-1926 Серије                                                                  | 1920-1926 Серије | 1920-1926 Серије | 1920-1926 Серије | 1920-1926 Серије     | 1920-1926 Серије | 1920-1926 Серије                 | 1920-1926 Серије | 1920-1926 Серије | 1920-1926 Серије | 1920-1926 Серије |
| Слика                                                                             | Слика            | Износ            | Димензије        | Боја                 | Опис             | Опис                             | Датум            | Датум            | Датум            | Датум            |
| Лице                                                                              | Наличје          | Износ            | Димензије        | Боја                 | Лице             | Наличје                          | Штампа           | Издање           | Повлачење        | Рок важења       |
| --------------------------------------------------------------------------------- | ---------------- | ---------------- | ---------------- | -------------------- | ---------------- | -------------------------------- | ---------------- | ---------------- | ---------------- | ---------------- |
|                                                                                   |                  | 10 динара        | 126x82           | црвена-оранж и плава | жена             | Грб Краљевине СХС, силуета цркве | 26.5.1926.       |                  | 1928.            | 18.7.1935.       |
| Све слике су скалиране на 0,7 пиксела по mm, што је стандард за светске банкноте. |                  |                  |                  |                      |                  |                                  |                  |                  |                  |                  |

#### Динар из 1929. године
С обзиром да израда новца у земљи гарантује већу сигурност, заштиту и штедњу девизног новца, као и могућност брзе израде новца за хитне потребне, нарочито у ратним условима, запошљавања домаћег становништва, смањења трошкова израде, а посебно трошкове транспорта, главни Управни одбор Народне банке, на челу са гувернером Ђорђем Вајфертом је 30. децембра 1925. године донео одлуку о оснивању домаћег Завода за израду новчаница, као и да се одмах по успостављању производње започне с израдом резервних новчаница. Сви објекти и инсталације Завода за израду новчаница завршени су октобра 1929. године, а са израдом папирног новца се започело два месеца касније, уз помоћ двојице графичара Француске банке.
Након бурних политичких догађаја, Шестојануарске диктатуре 1929. године коју је увео краљ Александар, мењајући крајем исте године назив државе у Краљевина Југославија, и у складу са тим, и нови назив Народна банка Краљевине Југославије,
 издате су новчанице с новим именом државе. Први примерци били су у апоенима од 10 и 100 динара, које носе датумом издања 1. децембар 1929. Њихов целокупни тираж је урађен у ЗИН у Топчидеру. Потписали су их члан управе Андрија Радовић и гувернер Иван Ј. Бајлони. Он је прве примерке, пре пуштања у оптицај, предао краљу Александру I Карађорђевићу, приликом његове аудијенције Заводу.
За израду новчаница је напуштена концепција о 3 посебне нације, а уведене су синтагме као што су „југословенски” или „троимени” народ, што се на новчанице пренело у облику „династичког” принципа, са портретима владара, и „алегоријског” принципа, са женским фигурама у улози Југославије. Сви натписи су на два језика (српском и хрватском), односно на истом језику у два писма, нема натписа на словеначком. Новчанице су вишебојне и уочава се извесна барокна пренатрпаност, која сугерише на француски модел.
Аутор новчаница од 10 динара је Француз, који је за реверс изабрао женски лик са Споменика косовским јунацима у Крушевцу, чији је аутор Ђорђе Јовановић. Ова новчаница има своју ранију верзију, која гласи на име Краљевина СХС, а штампана је у Паризу 1926.
Новчаница од 100 динара је пуштена у оптицај 21. јануара 1931. године. Постоји још једно издање ове новчанице, а на којој се налази водознак с ликом Александра I Карађорђевића, носи исти датум, а пуштена је у оптицај 1. новембра 1937.
Након издавања новчаница од 10 и 100 динара, издате су новчанице од 50 и 1.000 динара 1931, 100 и 500 динара 1935.
До 1931. године новчанице су израђивали француски мајстори Делош и Рита у Паризу. Сазнавши да се за израду домаћих новчаница ангажују страни ксилографи, Вељко Андрејевић Кун је Заводу за израду новчаница у Топчидеру понудио своје умеће. Он је аутор вишебојне новчанице од 50 динара с портретом Александра Првог, издате 1. децембра 1931. и једини аутор југословенских новчаница, који је истовремено и гравер клишеа према приложеном цртежу неког другог уметника у међуратном периоду.
Док је на новчаницама од 10 и 100 динара измењен само назив издавача, за новчаницу од 1.000 динара било је неопходно израдити потпуно нов тип, с обзиром да су се за издање од 1.000 динара из 1920. године појавили веома успели фалсификати. Аутор новчанице од 1.000 динара из 1931. је Паја Јовановић. На лицу новчанице се налази портрет краљице Марије Карађорђевић са дијадемом. Направљена је као спој „династичког” и „алегоријског” принципа. Портрет је аутор начинио на основу скица и студија у периоду између 1925. и 1927. На лицу новчанице се налазе и водени жиг с ликом краља Александра Првог, као и цртеж орла у лету, док су на наличју цртежи жена, једна која држи срп и сноп жита, а друга држи мач и штит са државним грбом. Осим по лепоти, а спада међу најлепше динарске банкноте, и префињености, ова новчаница је специфична и по томе што је на њој први пут на некој нашој новчаници приказан лик познате жене, историјске личности. За израду новчанице Паја Јовановић је користио скице и студије које је радио између 1925. и 1927. године и оне се данас налазе у његовом легату у Београду. Израда клишеа, снимање, рецензија нацрта за новчаницу обављена је у Паризу, а штампана је у Заводу за израду новчаница у Топчидеру. Новчаница носи датум 1. децембар 1931. а пуштена је у оптицај тек 1. јануара 1933. Потписао ју је тадашњи гувернер Игњат Ј. Бајлони Млађи.
Новчаница је чак 17 пута била на мети фалсификатора, само два фалсификата су била успешна. Због фалсификовања машинском штампом Стјепан Видаковић и Стјепан Шохингер су 1937. осуђени на вишегодишњу робију.
Најлепшим новчаницама Краљевине Југославије сматрају се новчанице од 100, која носи датум 15. јули 1934. (50 годишњица од оснивања банке) и од 1.000 динара, која носи датум 15. јули 1935. Обе је израдио Васа Поморишац.
Новчаницу од 100 динара је урадио са графичарем Пантом Стојићевић, а гравер је био Вељко Андрејевић Кун. На лицу новчанице, доминирају плавичасти тонови. Са десне стране је фигура жене младе, која седи у хаљини српских средњовековних владарки, са ловоровим венцем на глави. Новчаница има широк оквир с традиционалним народним шарама и уочавају се многи детаљи који симболизују науку, пољопривреду и економско богатство. Жена је алегоријски приказ државе. Она је заоденута пурпурним плаштом који покрива хаљину љубичасте боје (краљевско достојанство државе). Хаљина је украшена мотивима животиња и биљака у злату. Међу мотивима се препознају јелен, паун, две грлице, окренуте једна према другој. Животиње се хране плодовима, који су алегорија плодова дрвета живота. Уочава се и небопарни орао, симбол Христове победе над Адом и стилизовано биље исцељења - лек бесмртности. Пред жениним ногама се налази отворена књига на затвореној, симбол установности заснован на знању. Она у десној руци држи перо, док левом руком грли дечака, са шајкачом на глави, који стоји, ослањајући се на мач (представља победнички народ из Балканских и Првог светског рата). Са леве стране се налази црква Св. Ђорђа на Опленцу, маузолеј краљевске династије. На наличју, с десне стране је цртеж две женске фигуре, које седе око државног грба са краљевском круном на црвеном штиту. Девојке су обучене у јелеке и дугачке плаве хаљине, средњовековних српских властелинки, а на главама су им беле мараме. Девојка с десне стране држи сноп жита, а иза ње је кућа и фабрички димњаци, а пред њом су бундева, грожђе, крушке и јабуке. Девојка се леве стране у рукама држи сидро, пред њом су гусле, књиге, лимун и вино. Ове две девојке симболично представљају континентални и приморски део земље, приказани индустрија, пољопривреда, трговина, занатство, финансије и уметност, као и убрзани развој традиционално аграрне земље.  На наличју са леве стране, у другом плану се налази пејзаж Дубровника, средњовековног града-државе, што указују на независност младе југословенске државе. Натписи на лицу су ћирилични, а на наличју латинични.
Новчаница од 100 динара је службено стављена у оптицај 8. априла 1941. године, у саставу ванредне емисије за ратне потребе, али се у пракси веома мали број новчаница заиста нашло у оптицају. Наиме, до почетка Другог светског рата одштампане новчанице су остале у трезору Народне банке у Београду. Потом су 6. априла 1941. пренесене у филијалу у Ужицу, одакле је тек незнатан део употребљен. Већи део је након окупације враћен у Београд, док је мањи део 10/11. априла 1941, пребачен у Сарајево. Мада је наређено њихово уништавање, то није извршено, јер су у ишчекивању одговарајуће прилике за то, Сарајево окупирали Немци, а потом је успостављена НДХ, која је новчанице, заједно са златом и другим драгоценостима задржала, као власништво новоуспостављене државе. Након њиховог преноса у Загреб, новчанице су пуштене у оптицај у НДХ, а затим су замењена кунама, које је издала НДХ.
Мада никада није пуштена у оптицај, Међународна организација је хиљадарку Васе Поморишца убројала међу 10 најлепших у свету. На лицу новчанице приказао је три коњаника, од којих један држи штит са државним грбом. У средишњем делу је женска фигура са ловоровом граном у десној руци, а лево су друга женска фигура која седи и пише по таблици, дете и лав.
Ради олакшавања новчаног промета 1. јануара 1937 пуштена је у промет новчаница од 500 динара, која носи датум 1. септембар 1935, рођендан младог краља Петра II. Њен аутор је академски сликар Омер Мујаџић.
Последња новчаница објављена пред Други светски рат је апоен од 10 динара, чији је аутор такође Паја Јовановић. На лицу је попрсје краља Петра Другог у црногорско-херцеговачкој народној ношњи, са ловоровом граном изнад главе. У његовој позадини је панорама Мостара. На наличју је фигура жене у старинској ношњи са велом и венцем на глави и мачем у десној руци, положеним на књигу, као симбол државности.
Новчаница од 10.000 динара, која носи датум 6. септембар 1936, на лицу има приказан лик Петра II Карађорђевића, с државним и монархистичким симболима. На наличју су младић и девојка жетеоци. Водознак је попрсје краља Петра I Карађорђевића. Аутори новчанице су Војислав Ђокић и Панта Стојичевић, а гравер је био Вељко Андрејевић Кун. Новчаницу су потписали члан управе Иво Белин и гувернер Милан Радосављевић. Новчаница је великог формата. Новчаница није издата и налазила се у фонду за потпуно изванредне државне потребе. Наиме од 1930. био је формиран Фонд за изванредне потребе државне одбране, који се стално повећавао, а чиниле су га новчанице од 50 динара са датумом 1. децембар 1931, новчаница од 100 динара са датумом 15. јул 1934. и новчаница од 1.000 динара са датумом 6. септембар 1935. Након тога је формиран Фонд новчаница за потпуно изванредне државне потребе, у који су ушле до тада неиздате новчанице од 20 динара, као и новчаница од 10.000 динара са датумом 6. септембар 1936. Мада је 22. септембра 1939. године донета одлука о пуштању новчаница из оба фонда у промет, новчаница од 10.000 динара, представљала је велику вредност и није пуштена у оптицај. Министар финансија је 9. априла 1941. године донео одлуку о поништењу новчаница из резерве, спаљивањем, што је извршено наредног дана у месту Турица код Ужица. Тако је највећи број ових новчаница уништен, док је мали број некако спашен, највероватније пре спаљивања.
| 1929-1939 Серија                                                                         | 1929-1939 Серија | 1929-1939 Серија | 1929-1939 Серија | 1929-1939 Серија            | 1929-1939 Серија                                   | 1929-1939 Серија                                             | 1929-1939 Серија     |
| Изглед                                                                                   | Изглед           | Износ            | Величина         | Боја                        | Опис                                               | Опис                                                         | Датум првог издавања |
| Лице                                                                                     | Наличје          | Износ            | Величина         | Боја                        | Лице                                               | Наличје                                                      | Датум првог издавања |
| ---------------------------------------------------------------------------------------- | ---------------- | ---------------- | ---------------- | --------------------------- | -------------------------------------------------- | ------------------------------------------------------------ | -------------------- |
|                                                                                          |                  | 10 динара        | 126x79,5         | црвена-оранж и плава        | биста „Србија”                                     | грб Краљевине Југославије, силуета цркве                     | 1.12.1929            |
|                                                                                          |                  | 10 динара        | 128-их72         | зелена                      | портрет младог краља Петра II Стари мост у Мостару | жена                                                         | 22.9.1939            |
|                                                                                          |                  | 20 динара        | 137-их81         | Браон плава и жуто-зелена   | портрет младог краља Петра II                      | жена                                                         | 6.9.1936             |
|                                                                                          |                  | 50 динара        | 149-их94         | Вишебојна преовлађује браон | краљ Александар                                    | статуа коњаника                                              | 1.12.1931.           |
|                                                                                          |                  | 100 динара       | 170-их101        | љубичаста на жутој подлози  | жена са мачем                                      | бродови и сељак                                              | 1.12.1929.           |
|                                                                                          |                  | 100 динара       | 171-их104        | Вишебојна са плавим оквиром | жена и Соко Краљевине Југославије са мачем         | две раднице                                                  | 15.7.1934.           |
|                                                                                          |                  | 500 динара       | 183-их113        | Зелена, плава и ружичаста   | портрет младог краља Петра II                      | жене раде                                                    | 6.9.1935.            |
|                                                                                          |                  | 1000 динара      | 195-их126        | Сиво-плава и браон          | краљица Марија (осликао је Паја Јовановић)         | две жене, једна са српом и пшеницом, друга са мачем и штитом | 1.12.1931.           |
|                                                                                          |                  | 1000 динара      | 190x122          | вишебојна                   | три коњаника и жена учитељ и ђак                   | ковач и рибар у позадини Мост краља Александра               | 6.9.1935.            |
|                                                                                          |                  | 10.000 динара    | 230-их115        | браон, жуто-зелена и плава  | краљ Петар II                                      | пар жетелаца                                                 | 6.9.1936.            |
| Све слике су скалиране на 0,7 пиксела по милиметру, што је стандард за светске банкноте. |                  |                  |                  |                             |                                                    |                                                              |                      |

Новчанице 1.000 динара из 1935 и 10.000 из 1936 нису издате

#### Други светски рат
Након краткотрајног Априлског рата, Југославија је била поражена, а потом подељена на 7 делова:
- Немачки Банат и Словенија
- Мађарска Бачка
- Италијанска Истра, Далмација и Црна Гора
- Албанско Косово и Метохија
- Бугарска Македонија
- Србија под немачком управом
- Независна Држава Хрватска

Окупаторске власти су печатиле југословенски папирни новац и у неким деловима (Црна Гора) дозволиле његову употребу или су га замењивали својим новцем.
Црна Гора се налазила под италијанском окупацијом, све до капитулације Италије 1943. Током тог периода, осим италијанских новчаница, с обзиром да се италијанска команда суочила са недостатком своје валуте, важиле су и предратне југословенске новчанице, које су италијанске власти жигосале округлим печатом пречника 31 mm, црне боје у чијем центру се налазила женска фигура са уздигнутим мачем у десној руци. Са десне стране је стајала кружно исписана реч „verificato”. Печаћене су новчанице од 10 (1939), 20 (1936), 50 (1931), 100 (1929), 500 (1935) и 1000 (1931) динара. Наредба о жигосању је издата 23. јуна 1941, а крајњи рок за жигосање био је 11. јула. Наредбама од 24. априла и 6. октобра 1941. у Црној Гори се вршила замена жигосаних југословенских динара за италијанске лире. За 100 динара добијало се 38 италијанских лира. Замена је трајала до друге половине 1942. године, осим на подручју Дурмитора, које су држали партизани до јуна 1942 и за које је основан посебан Уред за замену новчаница. Наредбом војног гувернера од 22. јануара 1943. југословенске новчанице депоноване код италијанске филијале на Цетињу су уништене.
На територији НДХ је издавана куна. У окупираној Србији издат је српски динар.
Американци су 1943. године у Италији издали савезнички новац, који је циркулисао и на територији који је касније припао Југославији. У Словенији је на ослобођеној територији 12. марта 1944. основан Денарни завод Словеније, који је у више наврата издао новчанице у лирама. Током немачке окупације, у другој половини 1944. у Љубљани је такође издата серија новчаница названа „Рупникове лира”. Крајем рата, Господарска банка је за Истру Ријеку и Словенско приморје издала југолиру, новац на рачун Југословенске војне управе. Осим тога, на делу италијанске територије која је према уговору од 8. септембра 1967. припала Југославији, затечене су италијанске лире, назване метрополитанске лире.
Емигрантска влада Краљевине Југославије у Лондону 1943. године штампала је серију новчаница која није пуштена у оптицај. Ради се о 6 апоена, на укупно 10.350.000.000 динара, који су планирани за употребу у Југославији, након ослобођења земље. На свакој се налазио лик краља Петра II. Аутори новчаница су непознати.
Партизани и народно-ослободилачки одбори су прикупљали новчана средства за своје потребе, издајући вредносне папире, на којима се обично назначивало да ће бити исплаћени доносиоцу након ослобођења.

### Новчанице ДФ/ФНР/СФР Југославије

#### Динар из 1944. године
На крају Другог светског рата званично су постојале 2 управе Народне банке Краљевине Југославије. Прва се налазила у Лондону, са краљем у избеглиштву, док се друга налазила у ослобођеном Београду, која је формирана новембра 1944. Такво стање је трајало све до синхронизованог укидања Привремене управе у Београду и гувернерства у Лондону 27. новембра 1945, када је престала да постоји Народна банка Југославије у емиграцији, а за гувернера је постављен Танасије Здравковић. За разлику од осталих приватних новчаних завода у Југославији, који су ликвидирани одмах након ослобођења, Народна банка Југославије је пословала као акционарско друштво, све до 15. јануара 1946, када је подржављена и преименована у Народну банку Федеративне Народне Републике Југославије. Њени акционари су исплаћени у номиналној вредности својих акција, а исту судбину су имале још три савезне банке: Индустријска банка, Занатска банка и Задружна и пољопривредна банка.
При Повереништву финансија Националног комитета ослобођења Југославије (НКОЈ) образован је 21. новембра 1944. Саветодавни монетарни одбор, који је на првим седницама, у ослобођеном Београду одлучио да јединствена новчана јединица остане динар. Наиме, златне резерве у Њујорку су биле депоноване на име Народне банке Југославије, па се при преласку у нови политичко-економски систем, морала да уважи та чињеницу.
Лик монарха на новчаницама није одговарао новом политичком уређењу. Одлуком Министарства финансија Демократске Федеративне Југославије, новчанице које је припремила Народна банка у Лондону, нису пуштене у оптицај, а целокупан тираж је уништен млевењем. Демократска Федеративна Југославија је 1944. године издала серију новчаница у апоенима од 1, 5, 10, 20, 50, 100, 500 и 1.000 динара, са ликом партизана. Свих осам апоена имају исти дизајн. На њима су заступљена имена свих федеративних република, исписана писмом које доминира у свакој од њих, а текст је на четири тада постојећа језика. Визуелно постоји јасан раскид са свим предратним традицијама.
Аутор цртежа за ове новчанице је био Ђорђе Андрејевић Кун, син Вељка Андрејевића Куна, који је аутор српских динара из Недићеве Србије. Главни мотив на лицу новчаница је биста партизана из левог полупрофила, са пушком на левом рамену. Овај мотив је настао према цртежу у тушу, димензија 400 х 320 mm: Партизан с пушком на рамену, који је исти аутор израдио 1944, за који је у Козани код Барија, позирао рањени борац
Миливој Родић, касније касније војни тужилац и пуковник ЈНА. с том разликом што је партизан на том цртежу је окренут на десну страну, носи пушку на десном рамену и поглед му је окренут на десну страну. На наличју новчаницу основни мотив је нови грб ДФЈ, и на њему датум 29. новембар 1943, када је она установљена.
Цртежи за новчанице су јула 1944. припремане на острву Вис, где су се налазиле готово све институционе власти, а након што их је одобрио Јосип Броз Тито, због још увек несређеног статуса Народне банке и стања Завода за израду новчаница у Топчидеру, пренети су у државни завод за израду новчаница у Москви, где су штампане прве количине новца. Имена руских гравера нису позната. Новчанице из Москве су испоручиване у периоду од 4. фебруара до 22. маја 1945, а након тога је штампање настављено у обновљеној штампарији Завода у Топчидеру.
Новчанице су израђене на папиру велике граматуре и без заштитне нити. Новчанице од 50 и 100 динара немају одштампану годину, а на новчаници од 10 динара је година одштампана и на лицу и на наличју, док остале новчанице имају годину само на наличју. На новчаницама од 1, 5 и 10 динара нема словне ознаке, нити серијског броја, док су остале новчанице нумерисани класичном нумерацијом, која се састојала од 2 ћирилична слова и 6 цифара.
|  |  | 1 динар      | 90x50    | сивосмеђа          | Лик југословенског партизана Миливоја Родића | Грб Демократске Федеративне Југославије Номинална вредност новчанице | 1944. |
|  |  | 5 динара     | 97-их54  | плава              | Лик југословенског партизана Миливоја Родића | Грб Демократске Федеративне Југославије Номинална вредност новчанице | 1944. |
|  |  | 10 динара    | 100-их33 | жућкасто-смеђа     | Лик југословенског партизана Миливоја Родића | Грб Демократске Федеративне Југославије Номинална вредност новчанице | 1944. |
|  |  | 20 динара    | 108-их58 | смеђа и црвена     | Лик југословенског партизана Миливоја Родића | Грб Демократске Федеративне Југославије Номинална вредност новчанице | 1944. |
|  |  | 50 динара    | 120-их65 | боја јоргована     | Лик југословенског партизана Миливоја Родића | Грб Демократске Федеративне Југославије Номинална вредност новчанице | 1944. |
|  |  | 100 динара   | 130-их70 | тамносива и зелена | Лик југословенског партизана Миливоја Родића | Грб Демократске Федеративне Југославије Номинална вредност новчанице | 1944. |
|  |  | 500 динара   | 133-их74 | смеђа              | Лик југословенског партизана Миливоја Родића | Грб Демократске Федеративне Југославије Номинална вредност новчанице | 1944. |
|  |  | 1.000 динара | 140-их75 | тамнозелена        | Лик југословенског партизана Миливоја Родића | Грб Демократске Федеративне Југославије Номинална вредност новчанице | 1944. |

Затим је 2. јануара 1945. формирана Саветодавна монетарна комисија, која је наставила рад Саветодавног монетарног одбора. Ова установа се бавила питањима новчане јединице Југославије, одређивањем рокова замене окупацијског новца и курсевима за замену окупацијског новца.
Још док су трајале борбе за ослобођење западних делова територије Југославије, почетком 1945, Саветодавна монетарна комисија је донела одлуку да се замена окупацијског новца у Југославији обави сукцесивно, најпре у источном, односно ослобођеном делу земље, а у западном тек кад буде ослобођен. Према Закону о повлачењу и замени окупационих новчаница, од 5. априла 1945, за новчану јединицу је одређен динар, који се делио на 100 пара, а 13. априла 1945. је донето Решење о новчаницама ДФЈ, у апоенима од 1, 5, 10, 20, 50, 100, 500 и 1000 динара.
У ослобођеном делу земље, на количину осталих окупационих валута у оптицају није се могло утицати до самог момента замене. Осим српског динара у источном делу и хрватске куне у НДХ, коју је емитовала Хрватска државна банка, у тада још увек неослобођеном делу земље (ослобођен је само Срем), на територији Југославије се налазило мноштво других, окупационих бонова и валута: мађарске пенге, бугарски лев, италијанска лира, немачка марка и албански франак, које су емитовале стране емисионе установе. Оваква ситуација је отежавало обављање слободног промета, изједначавање цене, функционисање платног промета и нормално финансирање државе. Постојала је и опасност од накнадног убацивања нове количине страних валута, чија је емисија интензивирана посебно у последњим месецима Другог светског рата.
Пре повлачења новца који се налазио у промету, одређен је привремени курс динара на ослобођеној територији. И поред тога што је током рата био делимично обезвређен, српска динар је за разлику од окупационих валута, пред крај Другог светског рата имао релативно стабилну куповну моћ. Саветодавна монетарна комисија је одлучила да се 100 српских динара мења за пет динара ДФЈ, чиме је његова куповна моћ смањена 2,5 пута у односу на остале окупационе валуте.
На подручју Србије формиране су посебне комисије за замену српског динара у Београду, куне у Земуну, албанског франка у Урошевцу и пенге у Новом Саду. Замена је извршена од 20. до 30. априла 1945.
Замена новца је вршена до 9. јула 1945. године по следећем курсу:
- 100 албанских франака за 250 динара
- 100 албанских лека за 50 динара
- 100 мађарских пенга за 100 динара
- 100 немачких марака за 60 динара
- 100 италијанских лира за 30 динара
- 100 бугарских лева за 10 динара
- 100 куна НДХ у Срему за 2,5 динара
- 100 куна НДХ на осталим територијама за 0,7 динара

У периоду од 17. до 20. септембра 1946. замењиване су лире:
- 100 лира у Истри и у Словеначком приморју за 30 динара
- 100 савезничких војних лира за 15 динара
- 100 нових италијанских лира за 15 динара

Крајем 1946. године у Ријеци је вршена замена:
- 100 лира за 30 динара

У Трсту под југословенском војном управом, у периоду 4-5. јула 1949. вршена је замена:
- 100 лира за 30 динара

Новац ДФЈ налазио се у употреби током наредних 15 година. Замена је започела већ са емитовањем нових новчаница од 50, 100, 500 и 1000 динара, а завршена је накнадном заменом новчаница од 10 и 20 динара крајем 1959. Новчанице од 1 и 5 динара су повучене из оптицаја у периоду од 1. фебруара 30. до јуна 1956. Новчанице од 10, 20 и 100 динара су повучене из оптицаја 1. јула до 30. септембра 1956. Новчаница од 50 динара је повучена од 1. децембра до 31. децембра 1949. Новчаница од 500 динара је повучена од 10. до 25. септембра 1948, а новчаница од 1.000 динара је повучена од 10. до 25. јануара 1947.
Због затворености земље према спољном свету, те врло строгог система контроле и санкционисања, новчанице из 1944. нису биле на мети фалсификатора. Познат је само један случај фалсификовања новчанице од 1.000 динара, у Трсту 1946. године, који је након уношења у земљу брзо откривен и ефикасно решен.

#### Динар из 1946. године
Устав Федеративне Народне Републике Југославије из 1946. прокламовао је јединствен новчани систем. На првим апоенима Народне банке ФНРЈ уместо војника се налазе радници, односно приказане су сцене из радничког живота, класни и политички симболи. Издата је серију новчаница у апоенима од 50, 100, 500 и 1.000 динра (1946), а њихови аутори су били Мате Зламалик и Омер Мујаџић.
Датум који стоји на њима 1. мај 1946. први послератни Празник рада.
Пракса издавања нових емисија новчаница са датумом 1. мај је настављена и у наредним деценијама.
| 1946-1950 Серија | 1946-1950 Серија | 1946-1950 Серија | 1946-1950 Серија | 1946-1950 Серија | 1946-1950 Серија                        | 1946-1950 Серија                                                | 1946-1950 Серија | 1946-1950 Серија | 1946-1950 Серија |
| Изглед           | Изглед           | Износ            | Величина         | Боја             | Опис                                    | Опис                                                            | Датум            | Датум            | Датум            |
| Лице             | Наличје          | Износ            | Величина         | Боја             | Лице                                    | Наличје                                                         | Издавање         | Оптицај          | Важност          |
| ---------------- | ---------------- | ---------------- | ---------------- | ---------------- | --------------------------------------- | --------------------------------------------------------------- | ---------------- | ---------------- | ---------------- |
|                  |                  | 50 динара        |                  | жута             | рудар                                   | дрвосеча                                                        | 1.5.1946.        | 10.1.1947.       | 9.12.1949.       |
|                  |                  | 100 динара       | 121x56           | смеђа            | Ковач и косач (привреда и пољопривреда) | рибар са мрежом и једрилица на Јадранском мору                  | 1.5.1946.        | 10.1.1947.       | 9.12.1949.       |
|                  |                  | 500 динара       |                  | смеђа            | југословенски партизан                  | орач                                                            | 1.5.1946.        | 10.1.1947.       | 9.12.1949.       |
|                  |                  | 1.000 динара     |                  | смеђа            | лик жене са српом                       | Водопад на Пливи у Јајцу и лик жене са мачем и ловоровим венцем | 1.5.1946.        | 10.1.1947.       | 9.12.1949.       |

Новац се налазио у оптицају од 10. јануара 1947. до 9. децембра 1949.

#### Динар из 1955. године
Након заокрета у спољашњој политици земље, 1955. године је издата. нова серија новчаница, у апоенима од 100, 500, 1000 и 5000 динара су са именом Федеративна народна република Југославија. Њихов аутор је сликар Миодраг Петровић, у то време директор ЗИН. На лицима новчаница се налазе симболични мотиви, а на наличјима је приказан привредни развој земље.
Новчаница од 100 динара је по многима најлепша новчаница која је икада издата у социјалистичкој Југославији. На њеном лицу се налази насмешена девојка из Конавала у народној ношњи, док је на наличју, у пуном колору, штампан поглед на Дубровник. Од тада је црвена боја постала карактеристична за новчанице од 10, 100, 1000, 10.000 или један милион динара.
Серију новчаница са привредним развојем, прекинуо је мотив на тада највећој номинали од пет хиљада динара, са Мештровићев рељефом „Косовке девојке” из његовог „Видовданског циклуса”. Спада у прво уметничко дело репродуковано на једној новчаници, после Другог светског рата.
| Изглед                                                             | Изглед  | Нормална вредност | Величина | Боја   | Опис                                                                  | Опис                         | Датум издавања |
| Лице                                                               | Наличје | Нормална вредност | Величина | Боја   | Лице                                                                  | Наличје                      | Датум издавања |
| ------------------------------------------------------------------ | ------- | ----------------- | -------- | ------ | --------------------------------------------------------------------- | ---------------------------- | -------------- |
|                                                                    |         | 100 динара        | 127x60   | црвена | портрет Конављанке, с приморским пејзажом у позадини                  | Дубровник као симбол туризма | 1. 5. 1955.    |
|                                                                    |         | 500 динара        |          | зелена | портрет сељанке са српом у руци и житом у позадини                    | пољопривредни пејзаж         | 1. 5. 1955.    |
|                                                                    |         | 1.000 динара      |          | браон  | Ариф Хералић ливац са азбестном заштитном рукавицом поред високе пећи | панорама Жељезаре Зеница     | 1. 5. 1955.    |
| веза = https://sh.wikipedia.org/wiki/Датотека:5000-Dinara-1955.jpg |         | 5.000 динара      |          | плава  | детаљ са рељефа Ивана Мештровића из „Видовданског циклуса”            | зграда Савезне скупштине     | 1. 5. 1955.    |

#### Динар из 1963. године
Нова четири апоена са датумом 1. мај 1963. године, су објављени због промене назива државе у Социјалистичка Федеративна Република Југославија, а имали су исте мотиве као и новчанице из 1955. године.
| Изглед                                                                       | Изглед  | Нормална вредност | Величина | Боја   | Опис                                                                  | Опис                         | Датум издавања |
| Лице                                                                         | Наличје | Нормална вредност | Величина | Боја   | Лице                                                                  | Наличје                      | Датум издавања |
| ---------------------------------------------------------------------------- | ------- | ----------------- | -------- | ------ | --------------------------------------------------------------------- | ---------------------------- | -------------- |
| веза = https://sh.wikipedia.org/wiki/Датотека:Jugoslavia-100-dinara-1963.jpg |         | 100 динара        | 127x60   | црвена | портрет Конављанке, с приморским пејзажом у позадини                  | Дубровник као симбол туризма | 1. 5. 1963.    |
|                                                                              |         | 500 динара        |          | зелена | портрет сељанке са српом у руци и житом у позадини                    | пољопривредни пејзаж         | 1. 5. 1963.    |
| веза = https://sh.wikipedia.org/wiki/Датотека:1000din-1963.jpg               |         | 1.000 динара      |          | браон  | Ариф Хералић ливац са азбестном заштитном рукавицом поред високе пећи | панорама Жељезаре Зеница     | 1. 5. 1963.    |
|                                                                              |         | 5.000 динара      |          | плава  | детаљ са рељефа Ивана Мештровића из „Видовданског циклуса”            | зграда Савезне скупштине     | 1. 5. 1963.    |

#### Динар из 1965. године
На новчаницама из 1965. године задржани су ликови са новчаница из 1955, али су промењене њихове номиналне вредности, а исто се поновило и приликом штампања нових новчаница 1968.
Тек 1970. године појавила се нова тамномаслинаста и зелена новчаница од 500 динара, са цртежом детаља скулптуре Никола Тесла, који је направио Франо Кршинић, а аутор ове новчанице је поново био Миодраг Петровић. Иста новчаница је имала издања 1978, 1981 и 1986.
Затим је 1974. изашла сивкастоплава новчаница од 1000 динара, са цртежом сељанке са марамом, о којој се причало се да је њен аутор, сликар Андрија Миленковић нацртао према моделу своје супруге. Исте године појавио се и апоен од 20 динара љубичасте боје, са мотивом брода у луци, који је нацртао Нусрет Хрвановић.
Новчанице од 10, 20 и 50 динара са потписима гувернера др Ксенте Богоева и заменика Илије Марјановића, с датумом 12. 8. 1978. ушле су у оптицај 10. марта 1980. Биле су истог изгледа као новчанице с датумом 1. 05. 1968 (10 и 50 динара) одн. 19. 12. 1974. (20 динара).
| Изглед | Изглед | Износ        | Величина | Боја                       | Опис                                                                                           | Година првог издавања |
| ------ | ------ | ------------ | -------- | -------------------------- | ---------------------------------------------------------------------------------------------- | --------------------- |
|        |        | 5 динара     | 135х64   |                            | Жена са српом                                                                                  | 1. 8. 1965.           |
|        |        | 5 динара     | 123x59   | Зелена                     | Жена са српом                                                                                  | 1. 5. 1968.           |
|        |        | 10 динара    | 143х67   |                            | Ариф Хералић, радник у железари                                                                | 1. 8. 1965.           |
|        |        | 10 динара    | 131x62   | Браон                      | Ариф Хералић, радник у железари                                                                | 1. 5. 1968.           |
|        |        | 20 динара    | 139x65   | Љубичаста                  | Брод на пристаништу                                                                            | 19.12.1974.           |
|        |        | 50 динара    |          | Плава                      | Рељеф Ивана Мештровића Косовка девојка                                                         | 1. 8. 1965.           |
|        |        | 50 динара    | 140x66   | Плава                      | Рељеф Ивана Мештровића Косовка девојка                                                         | 1. 5. 1968.           |
|        |        | 100 динара   | 148x70   | Црвена на жућкастој основи | Споменик миру вајара Антуна Аугустинчића који се налази испред зграде Уједињених нација у САД. | 1. 8. 1965.           |
|        |        | 500 динара   | 156x74   | Тамномаслинаста и зелена   | Споменик Николи Тесли Фране Кршинића, у позадини спирална завојница Теслиног трансформатора    | 1. 8. 1970.           |
|        |        | 1.000 динара | 164x78   | Сивкасто плава и црна      | Жена, у дну воће и поврће, у позадини оранице                                                  | 19.12.1974.           |

Ове новчанице је Народна банка Југославије издавала до средине 1980-их.

#### Динар из 1985. године
Новчанице је издавала Народна банка Југославије од средине 1980-их (на новчаницама у апоенима од 5.000, 20.000, 50.000, 100.000 и 1.000.000 динара водени жиг показује исту слику као и портрет).
Године 1985. појавила се и прва новчаница с ликом Јосипа Броза Тита, која је вредела 5000 динара. Идејно решење за ову новчаницу је дао академски сликар Драгиша Андрић, у то време шеф уметничког студија ЗИН-а, а аутор портрета је сликар Нусрет Хрвановић, чије је име одштампано на левом Титовом рамену. Гравери су били Драгиша Андрић и Италијан Тренто Ционини. На новчаницама у серији са словним ознакама АА и ЗА стајала је погрешна година Титове смрти (1930, уместо 1980). Ова новчаница је прва након Другог светског рата на којој је присутан водени жиг.
Прва следећа новчаница је због убрзане инфлације била 20.000. На њој је приказан помало намрштен и замишљен или забринут рудар, Алија Сиротановић.
| Изглед                                                                                   | Изглед | Износ            | Величина   | Боја                                         | Лице                        | Наличје                                               | Година првог издавања |
| ---------------------------------------------------------------------------------------- | ------ | ---------------- | ---------- | -------------------------------------------- | --------------------------- | ----------------------------------------------------- | --------------------- |
|                                                                                          |        | 5.000 динара     | 164,5-их75 | Плава са црвеном на светло љубичастој основи | Јосип Броз Тито             | Јајце                                                 | 1.5.1985.             |
|                                                                                          |        | 20.000 динара    |            | браон са црвеном                             | Алија Сиротановић са шлемом | рударска опрема                                       | 1.5.1987.             |
|                                                                                          |        | 50.000 динара    |            | зелена и плава са црвеном                    | глава девојке               | Дубровник                                             | 1.5. 1988.            |
|                                                                                          |        | 100.000 динара   |            | црвена и наранџаста                          | глава девојчице             | различита слова и бројеви                             | 1.5.1989              |
|                                                                                          |        | 500.000 динара   |            | Плава и љубичаста                            | споменик Бици на Козари     | споменик Бици на Сутјесци                             | 8.1989.               |
|                                                                                          |        | 1.000.000 динара |            | жута и светло маслинаста                     | млада жена са марамом       | клас пшенице                                          | 1.11.1989             |
|                                                                                          |        | 2.000.000 динара |            | Браон и зелена                               | споменик бици на Козари     | споменик „Сломљена крила“ у Шумарицама код Крагујевца | 8.1989.               |
| Све слике су скалиране на 0,7 пиксела по милиметру, што је стандард за светске банкноте. |        |                  |            |                                              |                             |                                                       |                       |

Међу неиздатим новчаницама из ове серије су оне у апоенима од 10.000 динара (са ликом Вука Караџића, љубичаста боја са плавом и црвеном, зато што се све републике нису сложиле око коришћења његовог лика, а 1986 је искоришћена за издавање и штампање серије октобарског инфлаторног динара СРЈ из 1993. године), 500.000 динара (глава дечака, пурпурна боја са ружичастом, 1989 - делови искоришћени за издавање и штампање новчанице од 500.000. октобарских инфлаторних динара СРЈ из 1993. године са ликом Доситеја Обрадовића), 5.000.000 динара (глава одраслог младића, плава боја са љубичастом, 1989), 10.000.000 динара (Никола Тесла, смеђа боја са наранџастом, 1989) и 50.000.000 динара (Иво Андрић, тамноцрвена боја са наранџастом, 1989). Код ових неиздатих новчаница инфлаторног динара СФРЈ из 1989. године са наведена четири лика номиналне вредности су смањене за четири нуле (ове са прва три лика су пуштене у оптицај 1990. године, она са четвртим ликом је те године прескочена, па је пуштена у оптицај крајем 1991. године). Прве две неиздате новчанице из 1989. године су у серији реформисаног инфлаторног динара СРЈ из 1992. године промениле вредност брисањем једне нуле.

#### Динар из 1990. године
Године 1990, за време премијера Анте Марковића, издата је новчанице од 10, 50, 100, 200, 500 и 1000 динара, од којих су имале дизајн врло сличан оном дизајну инфлаторног динара СФРЈ из 1985. године.
Најпре су емитоване две новчанице познатије као „споменици” из серије за изванредне потребе: 50 и 200 динара са датумом 1. јануара 1990. Повучене су марта 1991, с обзиром да су биле израђене у техници равног штампе подложне фалсификовању.
Серија новчаница из 1990. године, са истим номиналним вредностима, али у промењеним бојама је пуштена у оптицај 1991. године, и то са натписом Југославија, без трословне скраћенице СФР на полеђини, јер се ради о новчаницама издатим за ванредне потребе земље (у случају избијања рата).
Уведен је ред у новчани промет, тако што су већи апоени имали веће димензије и уједначен је дизајн новчаница, сваки апоен је добио једну боју, новчанице су штампане на папиру са воденим жигом и заштитном нити и по први пут су коришћени знаци за слепе, са дубоком штампом. Аутор свих новчаница је Драгиша Андрић.
Године 1991. издата је и новчаница од 5.000 динара.
| Изглед                                                                                   | Изглед | Износ       | Величина | Боја           | Лице                    | Наличје                                               | Година првог издавања       |
| ---------------------------------------------------------------------------------------- | ------ | ----------- | -------- | -------------- | ----------------------- | ----------------------------------------------------- | --------------------------- |
|                                                                                          |        | 10 динара   |          | црвена         | глава девојчице         | различита слова и бројеви                             | 1.9.1990                    |
|                                                                                          |        | 50 динара   |          | љубичаста      | споменик бици на Козари | споменик бици на Сутјесци                             | 1.1.1990                    |
|                                                                                          |        | 50 динара   |          | пурпурна       | глава дечака            | цвеће                                                 | 1.6.1990                    |
|                                                                                          |        | 100 динара  |          | жута           | млада жена са марамом   | клас пшенице                                          | 1.3.1990                    |
|                                                                                          |        | 100 динара  | зелена   | 1991           | млада жена са марамом   | клас пшенице                                          |                             |
|                                                                                          |        | 200 динара  |          | смеђа и зелена | споменик бици на Козари | споменик „Сломљена крила“ у Шумарицама код Крагујевца | 1.1.1990                    |
|                                                                                          |        | 500 динара  |          | плава          | младић                  | планина                                               | 1990                        |
|                                                                                          |        | 500 динара  | смеђа    | 1991           | младић                  | планина                                               |                             |
|                                                                                          |        | 1000 динара |          | смеђа          | Никола Тесла            | Теслин трансформатор                                  | 26.11.1990                  |
|                                                                                          |        | 1000 динара | плава    | 1991           | Никола Тесла            | Теслин трансформатор                                  |                             |
|                                                                                          |        | 5000 динара |          | 1991           | тамноплава              | Иво Андрић                                            | Мост Мехмед-паше Соколовића |
| Све слике су скалиране на 0,7 пиксела по милиметру, што је стандард за светске банкноте. |        |             |          |                |                         |                                                       |                             |

Пред распад државе, у републикама су се појавиле такозване фантазијске новчанице. У Словенији су штампане „липе”, у Хрватској „банице”, у Македонији „македонке”, у Србији „србијанке” и „дардани” на Косову. Овакве новчанице углавном су штампали приватници, док се у Словенији за „липе” могло и трговати.

### Новчанице СР Југославије

#### Динар из 1992. године
После распада СФРЈ, у СРЈ и деноминације југословенског динара из 1991. у размери 1:10, године 1992. су пуштене у оптицај новчанице од 100, 500, 1000, 5000, 10.000 и 50.000 динара, на којима се, уместо грба СФРЈ, налази амблем Народне банке СР Југославије. На овим новчаницама нема назива на језицима других земаља бивше СФРЈ, већ су, уместо њих, називи на српском језику који су написани ћирилицом и латиницом. Опет је коришћен сличан дизајн инфлаторног динара СФРЈ из 1985. године као и у претходној серији новчаница, али тако да су новчанице исте вредности имале сличан дизајн.
Период од 1992—1994 остао је забележен у историји СР Југославије као период хиперинфлације, која је започела са издавањем новчанице од 10.000 динара, пете новчанице у серији чији су први апоени од 100, 500, 1000 и 5000 динара пуштени у оптицај 1. јуна 1992. године, одржавши се у оптицају читава четири месеца, што их чини и најстабилнијим у том периоду. Новчаница од 10.000 динара је пуштена у оптицај 27. децембра 1992,
Због хиперинфлације 1993. године, уведене су новчанице од 100.000, 500.000, 1.000.000, 5.000.000, 10.000.000, 50.000.000, 100.000.000, 500.000.000, 1.000.000.000 и 10.000.000.000 динара.
| Изглед                                                                                   | Изглед | Износ                 | Величина | Боја                    | Лице         | Наличје                                      | Година првог издавања |
| ---------------------------------------------------------------------------------------- | ------ | --------------------- | -------- | ----------------------- | ------------ | -------------------------------------------- | --------------------- |
|                                                                                          |        | 100 динара            |          | плава                   | девојка      | клас пшенице                                 | 1992                  |
|                                                                                          |        | 500 динара            | 159x75   | љубичаста               | младић       | планина                                      | 1992                  |
|                                                                                          |        | 1000 динара           | 164x78   | црвена                  | Никола Тесла | Теслин трансформатор                         | 1992                  |
|                                                                                          |        | 5.000 динара          |          | тамнозелена             | Иво Андрић   | Мост Мехмед-паше Соколовића                  | 1992                  |
|                                                                                          |        | 10.000 динара         | 139x66   | смеђа и тамноцрвена     | девојчица    | различита слова и бројеви                    | 1992                  |
|                                                                                          |        | 50.000 динара         | 148x70   | зелена и љубичаста      | дечак        | цвеће                                        | 1992                  |
|                                                                                          |        | 100.000 динара        | 151x71   | жута и зелена           | девојка      | сунцокрети                                   | 1993                  |
|                                                                                          |        | 500.000 динара        | 160x76   | плава и наранџаста      | младић       | планина Копаоник са апартманима Конаци       | 1993                  |
|                                                                                          |        | 1.000.000 динара      |          | плава, ружичаста и жута | дечак        | перуника                                     | 1993                  |
|                                                                                          |        | 5.000.000 динара      |          | зелена и тамноцрвена    | Никола Тесла | Теслин трансформатор и хидроелектрана Ђердап | 1993                  |
|                                                                                          |        | 10.000.000 динара     |          | сива и светлозелена     | Иво Андрић   | Народна библиотека Србије                    | 1993                  |
|                                                                                          |        | 50.000.000 динара     |          | ружичаста и сива        | девојчица    | Капетан-Мишино здање                         | 1993                  |
|                                                                                          |        | 100.000.000 динара    | 159x76   | светлоплава и сива      | младић       | Српска академија наука и уметности           | 1993                  |
|                                                                                          |        | 500.000.000 динара    |          | љубичаста и сива        | девојка      | Пољопривредни факултет у Београду            | 1993                  |
|                                                                                          |        | 1.000.000.000 динара  |          | ружичаста и светлоплава | девојчица    | Савезна скупштина                            | 1993                  |
|                                                                                          |        | 10.000.000.000 динара |          | ружичаста и тамносива   | Никола Тесла | Теслин трансформатор                         | 1993                  |
| Све слике су скалиране на 0,7 пиксела по милиметру, што је стандард за светске банкноте. |        |                       |          |                         |              |                                              |                       |

#### Динар из 1993. године
Новчанице из ове серије су издаване у вредностима од 5000, 10.000, 50.000, 500.000, 5 милиона, 50 милиона, 500 милиона, 5 милијарди, 50 милијарди и 500 милијарди. Овај необичан поредак је изазван хиперинфлацијом.
Новчаница од 50.000 динара се налазила у оптицају од 14. октобра 1993. до 1. јануара 1994. Носи потпис гувернера Боривоја Атанацковића. Новчаница је ауторски рад гравера Драгише Андрића. Штампана је у техници вишебојног офсета (плава и розе) на белој хартији заштићеној воденим континуираним знаком и флуоресцентним влакнима. На левој страни лица је лик Његоша, урађен према портрету који је израдио академски сликар Јохан Бес и дугогодишњи сарадник Анастаса Јовановића, аутора његове једине фотографије. Аутор новчанице је због дизајна номинале и локације портрета на десној страни, леви полупрофил Његоша приказо као десни, а обрву испод карактеристичног ожиљка направио нешто краћу. Са десне стране лица од горе ка доле гледано су: ћирилични и латинични натпис Народна банка Југославије, амблем Народне банке, бројчана вредност номинале, ћирилични и латинични назив валуте. Крајње десно у алонжу су: горе, бројчана вредност номинале, а доле серијски број који се састоји од 2 латинична слова и 7 цифара. На наличју су десно, на врху: бројчана ознака номинале, доле потпис гувернера, а испод њега, црвеним словима, ћирилицом и латиницом исписани место, Београд и година доношења одлуке о пуштању у оптицај. Десно је Цетињски манастир преко којег је текст ћирилицом и латиницом Југославија, испод којег следе бројчана и словна вредност новчанице.
Новчаница од 500 милијарди динара је издата 23. децембра 1993. Само седам дана касније уследила је деноминација динара, када је њена употреба практично била окончана.
Ова серија југословенских новчаница (октобарски инфлаторни динар СРЈ) је прва у низу серија са портретима наших великана, претпоследња са дизајном инфлаторног динара СФРЈ из 1985. године.
| Изглед                                                                                   | Изглед | Износ                  | Величина | Боја                    | Лице                    | Наличје                              | Година првог издавања |
| ---------------------------------------------------------------------------------------- | ------ | ---------------------- | -------- | ----------------------- | ----------------------- | ------------------------------------ | --------------------- |
|                                                                                          |        | 5.000 динара           |          | смеђа и наранџаста      | Никола Тесла            | Музеј Николе Тесле                   | 1993                  |
|                                                                                          |        | 10.000 динара          |          | смеђа и зелена          | Вук Караџић             | Тршић и манастир Троноша             | 1993                  |
|                                                                                          |        | 50.000 динара          | 139x66mm | љубичаста и плава       | Петар II Петровић Његош | Цетињски манастир                    | 1993                  |
|                                                                                          |        | 500.000 динара         |          | зелена и жута           | Доситеј Обрадовић       | Манастир Ново Хопово                 | 1993                  |
|                                                                                          |        | 5.000.000 динара       |          | смеђа и зелена          | Карађорђе Петровић      | Карађорђев конак у Тополи            | 1993                  |
|                                                                                          |        | 50.000.000 динара      |          | црвена и љубичаста      | Михајло Пупин           | Стара телефонска централа у Београду | 1993                  |
|                                                                                          |        | 500.000.000 динара     | 138x65   | љубичаста и плава       | Јован Цвијић            | Капетан-Мишино здање                 | 1993                  |
|                                                                                          |        | 5.000.000.000 динара   |          | наранџаста и жута       | Ђура Јакшић             | Манастир Враћевшница                 | 1993                  |
|                                                                                          |        | 50.000.000.000 динара  |          | ружичаста и светлоплава | Милош Обреновић         | Конак кнеза Милоша                   | 1993                  |
|                                                                                          |        | 500.000.000.000 динара | 151x72   | тамноцрвена и плава     | Јован Јовановић Змај    | Народна библиотека Србије            | 1993                  |
| Све слике су скалиране на 0,7 пиксела по милиметру, што је стандард за светске банкноте. |        |                        |          |                         |                         |                                      | 1993                  |

#### Динар из 1994. године
У јануару 1994. су издате нове новчанице од 10, 100, 1.000, 5.000, 50.000, 100.000, 500.000 и 10 милиона динара. Оне су биле у оптицају још свега неколико недеља пре него што су повучене у корист новог динара. На новчаницама није уписан датум, већ само година издавања. Новчанице од 10 и 100 динара је одликовао недостатак серијског броја. Осим тога, новчаница из серије јануарског инфлаторног динара СРЈ од 10 милиона динара је била из серије 1992/1993 са црвеним жигом „1994.”, те и новим потписом гувернера на наличју, како би се разликовала од првобитног изгледа ове новчанице. Ово је друга у низу серија југословенских новчаница са портретима наших великана, уједно и последња са дизајном инфлаторног динара СФРЈ из 1985. године.
Новчаница од 1.000 динара се налазила у оптицају од 29. децембра 1993. до 22.07.1994. Штампана је у техници вишебојног офсета на белој хартији (маслинаста, сива, наранџаста, браон и лила) заштићеној ромбоидним воденим континуираним знаком и флуоресцентним влакнима. Њено идејно решење је исто као и у претходном издању на новчаници од 50.000 динара. Новчаницу је потписао гувернер Божидар Газивода.
Аутори идејних решења су Драгиша Андрић (лице) и Петар Медецијан и Срећко Хласни (наличје).
| Изглед | Изглед | Износ                                           | Величина | Боја                | Лице                    | Наличје                                | Година издавања |
| ------ | ------ | ----------------------------------------------- | -------- | ------------------- | ----------------------- | -------------------------------------- | --------------- |
|        |        | 10 динара                                       | 115-их55 | зелена и смеђа      | Јосиф Панчић            | планински мотив и Панчићева оморика    | 1994            |
|        |        | 100 динара                                      | 134-их64 | плава и љубичаста   | Никола Тесла            | Музеј Николе Тесле                     | 1994            |
|        |        | 1.000 динара                                    | 138-их66 | љубичаста и црвена  | Петар II Петровић Његош | Цетињски манастир                      | 1994            |
|        |        | 5.000 динара                                    | 143-их68 | плава и љубичаста   | Доситеј Обрадовић       | Манастир Ново Хопово                   | 1994            |
|        |        | 50.000 динара                                   | 147-их70 | црвена и љубичаста  | Карађорђе Петровић      | црква и конак вожда Карађорђа у Тополи | 1994            |
|        |        | 500.000 динара                                  | 139-их66 | жута и наранџаста   | Јован Цвијић            | Капетан-Мишино здање                   | 1994            |
|        |        | 10.000.000 динара (из 1993. доштампано „1994.”) | 166-их80 | сива и светлозелена | Иво Андрић              | Народна библиотека Србије              | 1994            |

#### Нови динар
На дан 24. јануара 1994, када је Драгослав Аврамовић с тимом стручњака, програмом монетарне реконструкције, након 25 месеци зауставио хиперинфлацију, представљене су новчанице од 1, 5 и 10 нових динара. Оне су биле без заштитне нити и нису носиле потпис гувернера, већ само заменика гувернера Божидара Газиводе.
Друга серија новчаница на којима се, уместо амблема Народне банке СР Југославије, налази грб СРЈ, је уведена 3. марта исте године, са апоенима од 5, 10 и 20 нових динара, док су новчанице од 50 и 100 нових динара додате јуна, односно октобра 1996. године. Ове новчанице су имале заштитну нит и потпис гувернера Аврамовића. На новчаницама је комплетан текст ћирилични, осим потписа гувернера.
Прва новчаница од 10 динара са ликом Његоша је у оптицају од 24. јануара 1994. до 1. јануара 1995. Штампана је у техници вишебојног офсета (љубичаста, светлоплава и црвена,
жута) на белој хартији заштићеној ромбоидним воденим континуираним знаком и микротекстом на алонжу реверса. Идејно решење и потпис гувернера су исти као код претходне новчанице од 1.000 динара.
Друго издање новчанице од 10 динара које носи датум од 3. марта 1994. се налазила у оптицају од 1. јануара 1995. до 31. децембра 2001. Штампана је у техници вишебојног офсета на белој хартији (браон, љубичаста и розе). Заштићена је воденим континуираним ромбоидним знаком, флуоресцентним влакнима, вертикалном линијом и главом Његоша одштампаном флуоресцентном бојом. Гравура је измењена, у чему је допринела супотписница дизајна и гравуре, Драгана Петровић.
Динар из овог периода познат је као „Аврамов динар“. Аутори свих новчаница су Драгиша Андрић и тим стручњака ЗИН.
| Изглед                                                                                   | Изглед | Износ            | Величина | Боја                | Лице                    | Наличје                             | Година првог издавања |
| ---------------------------------------------------------------------------------------- | ------ | ---------------- | -------- | ------------------- | ----------------------- | ----------------------------------- | --------------------- |
|                                                                                          |        | 1 нови динар     | 125x60   | зелена и смеђа      | Јосиф Панчић            | планински мотив и Панчићева оморика | 1. 1. 1994            |
|                                                                                          |        | 5 нових динара   | 131x62   | ружичаста           | Никола Тесла            | Музеј Николе Тесле                  | 1. 1. 1994.           |
|                                                                                          |        | 5 нових динара   | 131x62   | пурпурна            | Никола Тесла            | Музеј Николе Тесле                  | 3. 3. 1994.           |
|                                                                                          |        | 10 нових динара  | 136x64   | љубичаста и плава   | Петар II Петровић Његош | Цетињски манастир                   | 1. 1. 1994.           |
|                                                                                          |        | 10 нових динара  | 135x64   | црвена и смеђа      | Петар II Петровић Његош | Цетињски манастир                   | 3. 3. 1994.           |
|                                                                                          |        | 20 нових динара  | 139x66   | зелена и наранџаста | Ђура Јакшић             | Манастир Враћевшница                | 3. 3. 1994.           |
|                                                                                          |        | 50 нових динара  | 143x68   | плава               | Милош Обреновић         | Конак кнеза Милоша                  | 6. 1996.              |
|                                                                                          |        | 100 нових динара | 148x74   | жута                | Доситеј Обрадовић       | Манастир Ново Хопово                | 10. 1996.             |
|                                                                                          |        | 200 нових динара | 700x329  | зелена              | Стеван Мокрањац         | клавир                              | 4. 1999.              |
| Све слике су скалиране на 0,7 пиксела по милиметру, што је стандард за светске банкноте. |        |                  |          |                     |                         |                                     |                       |

#### Динар из 2000. године
Одмах након петооктобарских промена, постављена је нова монетарна власт, са Млађаном Динкићем, као гувернером Народне банке на челу, која је већ 15. децембра 2000. године издала нове новчанице динара, и то у апоенима од 20, 50 и 100 динара, без речи „нови”. Ради уштеде, за штампање је коришћена равна (офсет), уместо дубоке штампе. Новчанице од 10, 200 и 1.000 динара су издате 2001, с тим што на новчаници од 10 динара као година издања стоји 2000.
Новчаница од 20 динара је штампана у техници вишебојног офсета на белој хартији (зелена, окер и црна), заштићена је воденим жигом (Његошев полупрофил), флуоресцентним влакнима, и вертикалном степ нити сребрне боје са одштампаним микротекстом НБЈ-НБЈ. На лицу са леве стране се налази Његошев леви полупрофил приказан као десни, са белом камилавком на глави, према портрету Његоша, чији је аутор сликар Урош Кнежевић и који се данас чува у епископском двору у Темишвару. Десно од њега је Маузолеј на Ловћену. Наличје има вертикални дизајн. На наличју се налази детаљ звоника Цетињског манастира, скраћена фигура Његоша из Маузолеја на Ловћену окренута тако да је његов леви полупрофил приказан као десни, украсне минијатуре првог словенског Октоиха петогласника, штампаног на Цетињу 1493/1494 и планински масив, највероватније Комови.
На новчаници од 200 динара приказан је лик Надежде Петровић. На њој је први пут употребљен кинеграм, као посебна врста заштите, зависно од угла гледања формира се неколико различитих
Датотека: грб СРЈ, текстуална ознака YU и розета око грба, које се преливају једна у другу, мењајући боју.
Новчанице од 200, 1.000 и 5.000 су израђене у комбинованој техници. Садрже мултитонски водени знак у виду портрета, заштитну нит са микротекстом НБЈ (ћирилица и латиница), ознаку за слепе у техници дубоке штампе, кип ефекат, који се уочава само при одређеним угловима, прозирни регистар, влакна уграђена у папир, флуоресценција под УВ светлом, ИР заштита у офсет штампи.
Последња новчаница у последњој серији југословенског динара је била од 5.000 динара, са ликом Слободана Јовановића. Ретко се налазила у оптицају, а кинеграм са грбом СРЈ је био лошег квалитета.
| Изглед                                                                                   | Износ       | Величина | Боја                            | Лице                                                                                               | Наличје | Година издавања | Датум издавања | Датум важења |
| ---------------------------------------------------------------------------------------- | ----------- | -------- | ------------------------------- | -------------------------------------------------------------------------------------------------- | --- | --------------- | -------------- | ------------ |
|                                                                                          | 10 динара   | 131x62   | окер-жута, браон, зелена        | Вук Караџић Филип Вишњић у позадини                                                                | Силуета Вука Караџића Учесници Првог словенског конгреса одржаног у Прагу 1848 Вињете слова које је увео Вук Караџић                    | 2000.           | 31.5.2001.     | 1.2.2007.    |
|                                                                                          | 20 динара   | 135x64   | зелена, окер, жута              | Петар II Петровић Његош                                                                            | Статуа Његоша из Његошевог маузолеја планина Ловћен                                                                                     | 2000.           | 15.12.2000.    | 1.1.2007.    |
|                                                                                          | 50 динара   | 139x66   | бордоцрвена                     | Стеван Мокрањац клавир                                                                             | Силуета Мокрањца Мотив из Мирослављевог јеванђеља ноте                                                                                  | 2000.           | 15.12.2000.    | 1.1.2007.    |
|                                                                                          | 100 динара  | 143x68   | плава                           | Никола Тесла дефиниција тесле, јединице магнетске индукције                                        | Силуета Николе Тесле асинхрони мотор | 2000.           | 15.12.2000.    | 1.1.2007.    |
|                                                                                          | 200 динара  | 147x70   | браонцрвена, плава              | портрет и статуа Надежде Петровић силуета манастира Грачаница, сликарска четкица уз десну маргину. | Надежда Петровић као болничарка српске војске манастир Грачаница према фотографији из 1913. у Призрену                                  | 2001.           | 31.5.2001.     | 1.1.2007.    |
|                                                                                          | 1000 динара | 151x72   | црвена, окержута, плавозелена   | Ђорђе Вајферт Вајфертова пивара                                                                    | Вајфертова силуета Холограмска слика Светог Ђорђа и аждаје детаљ из унутрашњости зграде Народне банке Југославије мотив пригодне медаље | 2001.           | 20.9.2001.     | 1.1.2007.    |
|                                                                                          | 5000 динара | 159x76   | тонови зелене, љубичасте и жуте | Слободан Јовановић Детаљ орнамента са зграде САНУ                                                  | Силуета Слободана Јовановића Силуета Народне скупштине                                                                                  | 2002.           | 21.8.2002.     | 1.3.2006.    |
| Све слике су скалиране на 0,7 пиксела по милиметру, што је стандард за светске банкноте. |             |          |                                 | | |                 |                |              |

Законом за спровођење Уставне повеље државне заједнице Србије и
Црне Горе, који је ступио на снагу 4. фебруара 2003. године, Народна банка Југославије наставља да ради као орган Србије. Закон о Народној банци Србије, је ступио на снагу 19. јула 2003. године.
Садашњи српски динар користи скоро исти дизајн као и последња серија југословенских новчаница. Главна разлика је да су речи Народна банка Југославије промењене у Народна банка Србије и да је грб СРЈ замењен прво амблемом Народне банке, а касније грбом Србије. Такође је и додата новчаница у вредности од 500 динара на којој се налази лик Јована Цвијића, а последња је уведена и новчаница од 2.000 динара на којој је лик Милутина Миланковића.

## Историјат кованица

### Кованице Краљевине СХС/Југославије
До пуштања у оптицај и једно време након емитовања ситног кованог новца новостворене Краљевине Срба, Хрвата и Словенаца, у оптицају су се налазиле кованице:
- Краљевине Србије: 5, 10 и 20 пара од никла из 1883, 1884. и 1912. године, као и 5 пара од никла из 1904. године. Ови апоени престали су да буду законско средство плаћања у Краљевини Југославији тек 30. новембра 1932. године. У оптицају су биле и кованице од 5, 10 и 20 пара од никла из 1917. године, као и кованице од 2 паре од бакра из 1904. године. Сва четири апоена званично никада нису повучена из оптицаја, али их је у оптицају било у минималним количинама.[43]
- Краљевине Црне Горе: 10 пара од никла из 1913. године и од 10 и 20 пара од никла из 1914. године. Ови апоени су престали је да буде законско средство плаћања 30. новембра 1932. године. Такође су у оптицају биле кованице од 1 и 2 паре од бакра из 1913. и 1914. године, које званично нису никад повучене из оптицаја.[43]
- аустроугарски ковани новац: 10 и 20 филера (односно хелера) од никла и од 10 и 20 филера (односно хелера) од легуре бакра, сребра и никла (пакфонг), који је у промету вредео исто колико и кованице од 10 и 20 пара, као и ковани новац од 20 филера од гвожђа, који је у промету вредео колико и 5 пара. Важност ових аустроугарских кованица је престала 1932. године.[43]
- грчки ковани новац од никла од 5, 10 и 20 лепта, који је у промету вредео као кованице од 5, 10 и 20 пара.[43]
- бугарски ковани новац од никла од 5, 10 и 20 стотинки, који је у промету вредео исто колико и кованице од 5, 10 и 20 пара.[43]

Да би се замениле новчанице које су штампане уместо ситног новца, као и више од 32 различитих апоена других земаља, с обзиром да се након Првог светског рата осетио недостатак ситног новца, Министарски савет је 23. августа 1920. донео решење о ковању сопствених апоена од 5, 10 од легуре 95,8% цинка и 1,5% бакра и 25 пара од легуре 25% никла и 75% бакра. Решење није јавно објављено али је касније потврђено Законом о ковању ситног металног новца од 30. децембра 1921.
Први метални новац се појавио 1922. и носи годину 1920. На његовом наличју налази се грб Краљевине СХС. Обод кованица од 5 и 10 пара је гладак, а од 25 пара је назубљен.
Аутори кованица од 10 пара су за лице и Адолф Хофман за наличје, а израђене су у Бечу. Кованице од 5 и 10 су се налазиле у оптицају до 30. новембра 1932, а од 25 пара је повлачен од 21. новембра 1940. до 20. маја 1941.
- 5 пара из 1920.
98,5% Zn 1,5% Cu
18,8 mm 2,6 g
- 10 пара из 1920.
98,5% Zn 1,5% Cu
20,85 mm 3,15 g
- 25 пара из 1920.
75% Cu 25% Ni
24 mm 5,2 g

Каснија издања из 1925, 1931. и 1932. на лицу имају лик краља Александра I Карађорђевића, док се на наличју налазе номинална вредност и грб Краљевине Југославије. Године 1925. уследила је емисија кованог новца од 50 пара, 1 и 2 динара од никла. Ова емисија је искована у Паризу и Бриселу у приближно једнаком тиражу, где париске кованице имају ознаку париске ковнице муњу у левом доњем делу реверса. Прве дводинарке су стигле у земљу августа 1925, предвиђено је да ковница пошаље остале апоене када буду примљене дводинарке.
- 50 пара из 1925.
18 mm 2,6 g
Cu Ni
- 1 динар из 1925.
23 mm 4,92 g
Cu Ni
- 2 динара из 1925.
27 mm 9,2 g
Cu Ni

Златник од 20 динара је искован у Паризу 1927. године у милион примерака, са 6,45 тона злата, мада на њему стоји година 1925. Законом је био прописан као средство плаћања, али практично никада није пуштен у нормалан оптицај. Могао се купити у Народној банци и платити само златном валутом друге земље. Служио је као депоновано државно злато за покриће државних кредита и новчаница у оптицају. Њен аутор је (фр. Henri Auguste Jules Patey).
Кованице од 10 динара из 1931 произведене су у Краљевској ковници у Лондону (19.000.000 комада) и у ковници Француске банке у Паризу (4.000.000 комада). Разликују се по томе што кованице из Париза носе ознаку ковнице: бакља и рог. На лицу кованица се налази леви профил краља Александра, око руба је кружно исписан латиничним текст „ALEKSANDAR I. KRALJ JUGOSLAVIJE”. На наличју је двоглави орао раширених крила са круном. На прсима орла је грб Краљевине Југославије, који је подељен на три дела и састоји се од српског грба са крстом и четири оцила, хрватски грб са шаховницом и грб илирских земаља, који су у то време користили Словенци са три звездице и полумесецом. Година издавања (1931) је раздељена лево и десно од орла, док је при дну уписана номинална вредност и назив валуте (латиница). Обод кованица је назупчан. Аутор дизајна је (енгл. Percy Metcalfe).
- 10 динара из 1931.
7 g 25 mm
50% Ag 40% Cu 5% Ni 5% Zn

Прве комади домаћег кованог новца, који су израђени у земљи били су новац Краљевине Југославије, од 20 динара, на коме је исписана година 1931. и од 50 динара, на коме је исписана година 1932. Израдило их је предузеће „Ковница а.д”, које се налазило у булевару Војводе Мишића у Београду. Предузеће је основано према правилима од 25. јула 1930, које је одобрио министар трговине и индустрије. Његови оснивачи су били угледне личности из Београда, а међу акционарима је било и неколико чланова породице Бошковић, због чега се за ово акционарско друштво често користио назив „ковница браће Бошковић”. Ово предузеће је на основу Закона о ковању сребрног новца од 20. јануара 1932. исте године израдило 12,5 милиона комада сребрног новца од 20 динара. Испорука је извршена према уговору и на време.
На лицу кованица од 20 динара се налази леви профил краља Александра, око руба је кружно исписан латинични текст „ALEKSANDAR I. KRALJ JUGOSLAVIJE”. На наличју је двоглави орао раширених крила са круном. На прсима орла је грб Краљевине Југославије. Година (1931) је раздељена лево и десно од орла, док је при дну уписана номинална вредност и назив валуте (латиница). Обод кованица је назупчан. Аутор дизајна је такође (енгл. Percy Metcalfe).
Према уговору од 19. септембра 1932. „Ковници а.д.” је поверена израда и 5,5 милиона комада од 50 динара, што је представљало половину предвиђене количине. Друга половина је искована у Краљевској ковници у Лондону. Кованице израђене у Београду имају утиснут назив ковнице („КОВНИЦА А. Д.”) на лицу испод портрета, док оне из Лондона немају ознаку ковнице. Обод кованица је гладак и на њему је утиснут ћирилични натпис „БОГ ЧУВА ЈУГОСЛАВИЈУ”. Аутори дизајна кованица од 50 динара су енгл. Richard Placht i Joseph Prinz.
- 20 динара из 1931.
14 g 31 mm
50% Ag 40% Cu 5% Ni 5% Zn
- 50 динара из 1932.
22 g 36 mm
75% Ag 25% Cu

Међутим, године 1936. је откривено кривично дело илегалног ковања 6.000 комада сребрног новца од 50 динара, због чега су ухапшени директор и књиговођа друштва. Овај догађај је највероватније био разлог да се 1937. законом забрани оснивање и рад приватних предузећа за израду било каквог кованог новца, те да се сви уређаји и материјал који би могли да послуже у ту сврху конфискују у корист државе.
Дана 7. септембра 1938. године свечано је отворено одељење за израду металног новца у Заводу за израду новчаница и кованог новца Топчидеру, па се од тада у њему кује сав редовни оптицајни, као и већина пригодног кованог новца. Исте године (1938) је искована и прва комплетна домаћа серија кованог новца у апоенима од 25 пара (40.000.000 комада) и 50 пара (100.000.000 комада), 1 (100.000.000 комада), 2 (75.000.000 комада), 10 (25.000.000 комада), 20 (15.000.000 комада) и 50 динара (10.000.000 комада). Апоени од 25 и 50 пара, 1 и 2 динара из 1938. године имају на лицу номиналну вредност и годину издања, док су наличју круна и текст „Краљевина Југославија”. На апоенима од 10, 20 и 50 динара из 1938. године, на лицу се налази лик краља Петра II Карађорђевића, а на наличју грб Краљевине Југославије. Обод кованица од 25 и 50 пара је гладак, од 10 динара је назупчан, док је обод кованица од 20 и 50 динара гладак и на њима је утиснут натпис „БОГ ЧУВА ЈУГОСЛАВИЈУ”, исписан латиницом на апоенима од 20 и ћирилицом на апоенима од 50 динара. Аутор кованица је Франо Менегело Динчић. Мањи део кованица од 2 динара је искован у Бечкој ковници, круна на њима је била за 1 мм мања од београдских, али обе су биле исправне.
- 25 пара из 1938.
2,5 g 20 mm
98% Cu 2% Al
- 50 пара из 1938.
2 g 18 mm
91% Cu, 9% Al
- 1 динар из 1938.
3,5 g 21 mm
91% Cu 9% Al
- 2 динара из 1938.
5 g 24,5 mm
91% Cu 9% Al
- 10 динара из 1938.
5 g 23 mm
100% Ni
- 20 динара из 1938.
9 g 27 mm
75% Ag 25% Cu
- 50 динара из 1938.
15 g 31 mm
75% Ag 25% Cu

Ковани новац из 1938. је пуштен у оптицај 21. новембра 1940. и била је средство плаћања до 1942. године. Сребрни новац од 20 и 50 динара и алуминијум-бронзани од 50 пара и 2 динара пуштан је у оптицај од 16. августа 1939.

### Кованице ДФ/ФНР/СФР Југославије
У раздобљу од 1944. до 1992. године исковано је 156 врста кованог новца и 80 врста пригодног металног новца.
Кроз готово читав период ковање ситнијих апоена вршено је готово унифицирано. Осим мањих промена, са једне стране се налазила ознака номиналне вредности, а са друге државни грб.

На првим послератним кованицама из 1945. налази се грб Демократске Федеративне Југославије. Исковане су у цинку (97,5%), у четири номинале. Све номинале на ободу имају рецке и наличје је за 180º окренуте у односу на лице. Кованице су веома ретке и у високим степенима очуваности. Повучене су из оптицаја крајем 1956. године, а као средство плаћања су се могли користити до марта 1957.
- 50 пара 1945.
2 g 18 mm
Zn 97,5%
- 1 динар 1945.
3 g 20 mm
Zn 97,5%
- 2 динара 1945.
4,1 g 22 mm
Zn 97,5%
- 5 динара 1945.
6 g 26.5 mm
Zn 97,5%

Од 1945. до 1963. држава носи назив ФНРЈ. Тај назив државе носи серија кованица из 1955. Откована је у великим количинама и данас је честа на тржишту, осим најмање номинале од 50 пара која се јавља нешто ређе.
- 50 пара из 1953.
0,6g 17,4 mm
- 1 динар из 1953.
0,9 g 19.8 mm
- 2 динара из 1953.
1,2 g 22,2 mm
- 5 динара из 1953.
1,6 g 24,6 mm
- 10 динара из 1955.
3 g 21 mm
- 20 динара 1955.
4 g 23,2 mm
- 50 динара из 1955.
6 g 25,5 mm

Назив државе СФРЈ је промењен 1963. и те године је израђена серија са новим називом државе и новим грбом у распону од 5 пара до 10 динара.
- 1 динар 1963.
0,9 g 19,8 mm
- 2 динара 1963.
1,2 g 22,2 mm
- 5 динара 1963.
1,6 g 24,6 mm
- 10 динара 1963.
3 g 21 mm
- 20 динара 1963.
3,7 g 23,2 mm
- 50 динара 1963.
6 g 25,5 mm
- 5 пара 1965.
1,5 g 16 mm
- 10 пара 1965.
3 g 21 mm
- 20 пара 1965.
4 g 23,2 mm
- 50 пара 1965.
6 g 25,5 mm

Кованице од 50 пара из 1974, као и од 2 динара 1975. су исковане су у мањој количини у односу на претходне и касније серије.
За израду серија из 1980-их и 1990-их година дошло је до претапања целокупних емисија, па су поједина годишта данас врло ретка без обзира на количину емисије.
- 2 динара из 1976.
- 1 динар 1978.
- 1 динар 1978. реверс
- 50 пара из 1982.
2,85 g 19 mm
- 1 динар из 1984.
- 5 динара из 1985.
- 100 динара из 1987.
- 10 динара из 1988.
- 10 динара из 1988.
- 50 динара из 1988.
4 g 21 mm
- 100 динара из 1988.
5,5 g 24,10 mm
- 50 пара из 1990.

Последњи апоен од 1 динара је искован непосредно пред распад СФР Југославије (1991).

### Кованице СР Југославије
Током галопирајуће хиперинфлације, у периоду 1992-1994 је издато 12 нових комада кованица.
Након стабилизације курса динара и увођења новог динара, указала се и потреба за ситнијим кованицама. Са годином 1994 исковани су следећи апоени:
- 1 пара
- 5 пара
- 10 пара
- 50 пара
- 1 нови динар

По други пут у историји динара, након 1868. године, се појавила кованица од 1 паре.
- 1 пара из 1994.
2,8 g 17,1 mm

Током 1995. и 1996. Народна банка Југославије је издала ковани новац са измењеним техничким карактеристикама и истим изгледом као 1994.:
- 10 пара, масе 4,139 грама, пречника 18 mm, од легуре 70% Cu 12% Ni 18% Zn (1995)
- 10 пара, масе 3,384 грама, пречника 19 mm, од легуре 75% Cu 2% Ni 23% Zn (1995). Искован је мали примерак од ове легуре.
- 50 пара, масе 4,129 грама, пречника 21 mm, од легуре 75% Cu 2% Ni 23% Zn (1995). Био је у оптицају од 24. новембра 1995.
- 5 пара, масе 2,712 грама, пречника 17 mm, од легуре 75% Cu 2% Ni 23% Zn (1996). Био је у оптицају од 12. фебруара 1996.

Грб СРЈ на кованом новцу се појавио тек 1996. године. На дан 1. мај 1996. донета је одлука о изради кованица са грбом СРЈ и следећим карактеристикама:
- 10 пара, масе 3,384 грама, пречника 19 mm, од легуре 75% Cu 2% Ni 23% Zn. Налази се у оптицају од 9. августа 1996.
- 50 пара, масе 4,129 грама, пречника 21 mm, од легуре 75% Cu 2% Ni 23% Zn. Налази се у оптицају од августа 1996.
- 1 динар, масе 4,17 грама, пречника 20 mm, од легуре 70% Cu 12% Ni 18% Zn. Налази се у оптицају од 10. јуна 1996.

Ковани новац од једног новог динара, издања од 1994. до 1999. године, није законско средство плаћања од 1. јануара 2007. године.
Савезна влада СР Југославије је 14. децембра донела одлуку о престанку важења уредбе о новом динару и престанку његовог важења до коначног повлачења.  На основу одлуке гувернера од 13. децембра 2000. пред крај године, издата је серија, којом је прекинута традиција ковања социјалистичких Југославија. По први пут, од Дугог светског рата на кованом новцу се налазе ликовне представе. Народна банка Југославије је издала кованице од:
- 50 пара, масе 3,26 грама, пречника 18 mm, од легуре 75% Cu 2% Ni 23% Zn
- 1 динар, масе 4,32 грама, пречника 20 mm, од легуре 70% Cu 12% Ni 18% Zn
- 2 динара, масе 5,25 грама, пречника 22 mm, од легуре 70% Cu 12% Ni 18% Zn
- 5 динара, масе 6,24 грама, пречника 24 mm, од легуре 70% Cu 12% Ni 18% Zn

Обод кованица од 50 пара је гладак, док остале кованице на ободу имају рецке.
На лицу кованица од 50 пара налази се грб СРЈ, а на наличју кованице се налази биста „Србија”, репродукција рада вајара Ђорђа Јовановића, изложеног од 1901. изнад лепезастог степеништа у холу Народне банке, идентична детаљу на Споменику косовским јунацима у Крушевцу. Исти мотив се налази на новчаницама од 10 динара које је издала Краљевине Југославије 1926. и 1929. године.
- 50 пара 2000.
3,26 g 18 mm

На лицу кованице од 1 динара је представа зграде Народне банке на углу Улица краља Петра и цара Лазара. Исти мотив је коришћен на лицу пригодне кованице издате 1994. поводом 110. годишњице Народне банке.
На лицу кованице од 2 динара налази се представа манастира Грачанице, између Приштине и Липљана. На лицу кованице од 5 динара се налази представа Дома Народне (некада савезне) скупштине.
- 5. динара 2002.
6,3 g 24 mm
Cu Ni Zn

На наличју кованица од 1, 2 и 5 динара налази се грб СРЈ. Гравер је био Митар Петковић.
Апоен од 50 пара, издања од 2000. до 2002. године, не важи од 1. јануара 2008. године, док новчићи од 1, 2 и 5 динара, издања од 2000. до 2002. године, не важе од 1. јануара 2010. године.

### Пригодни ковани новац
Јубиларни или пригодни новац намењен је обележавању неког значајног културно-историјског догађаја државе, народа или институције. Он не мора бити оптицајни. Најскупље колекције често се додељују као пригодни, државнички поклон, веома су ретке и често недоступне или чак недоступне широј јавности.
Југославија је ковала и издавала јубиларни новац поводом обележавања значајних датума и догађаја „од посебног друштвеног интереса”. На основу законских одредби, било је обавезно је да се пригодни ковани новац израђује од злата, сребра или метала од којих се израђивао ковани оптицајни новац.
За 25. годишњицу Другог заседања АВНОЈ-а у Јајцу, Народне банке Југославије је 1968. године израдила кованице од:
- 20 динара, масе 9 грама, пречника 27 mm, чистоће 925/1000 сребра.
- 50 динара, масе 20 грама, пречника 34 mm, чистоће 925/1000 сребра.
- 100 динара масе 7,82 грама, пречника 22 mm, чистоће 900/1000 злата.
- 200 динара, масе 15,64 грама, пречника 30 mm, чистоће 900/1000 злата.
- 500 динара, масе 39,10 грама, пречника 45 mm, чистоће 900/1000 злата.
- 1.000 динара, масе 78,20 грама, пречника 55 mm, чистоће 900/1000 злата.

На лицу златника и сребрњака се налази грб СФРЈ са шест бакљи, петокраком звездом на врху и венцем од житног класја, на коме је трака са датумом одржавања заседања 29.XI.1943. На рубу око обода је исписан назив државе (ћирилица и латиница), а у доњем делу номинална вредност поред које стоји слово „Д” (латиницом лево и ћирилицом десно). Постоје два главна мотива на наличју. На кованицама од 20 (сребрни), 100 и 500 динара (златни), на наличју је приказ групе партизанских бораца, са уздигнутим рукама и заставама које се вијоре, а у позадина планина с градом Јајце. На рубу око обода су исписани датуми 29. XI 1943 - 29. XI 1968. и текст „ЈАЈЦЕ” (латиница лево и ћирилица десно). На наличју кованица од 50 динара (сребрни), 200 и 1.000 динара (златни) средишњи мотив је леви Титов профил. На рубу око обода су исписани датуми 29. XI 1943 - 29. XI 1968. и текст „ЈОСИП БРОЗ ТИТО” (латиница лево и ћирилица десно). Обод златника и сребрњака је назупчан. Аутор дизајна златника је тадашњи директор ЗИН, Миодраг Петровић, а гравери су били Небојша Митрић (за грб), Станко Јанчић (мотив Јајце) и Антон Аугустинчић (Титов портрет). Постоје два издања. Прво је израђено у италијанској ковници Арецо (итал. Arezzo) и носи латиничну ознаку „NI”, уоквирену венцем, а друго у Заводу за израду новчаница и кованог новца на Топчидеру и нема никакву ознаку ковнице. Кованице су стављене у оптицај 1969. Оне од злата, данас се често топе и користе за израду накита, тако да је серија све мање у оптицају. Кованице од 1.000 динара нису посебно продаване и права су реткост.
- 20 динара Јајце 1968.
9 g 27 mm
Аg 92,5%
- 200 динара Јајце 1968.
15,64 g 30 mm
Аu 90%
- 500 динара Јајце 1968.
39,10 g 45 mm
Аu 90%
- 1.000 динара Јајце 1968.
78,20 g 55 mm
Аu 90%

Поводом акције фиат панис (лат. fiat panis - нека буде хлеба) коју је организовала Организација за храну и пољопривреду (ФАО) при ОУН за борбу против глади у свету, Југославија је била друга европска земља, после Ватикана (1968) која је издала ФАО новац. Издате су две серије кованица: од 2 и 5 динара 1970. и од 1 и 10 динара 1976. године, које чине једну целину:
- 1 динара (1970/1976), масе 3,8 грама, пречника 21,8 mm, састава Ni 12%, Cu 70%, Zn 18%
- 2 динара (1970/1976), масе 5 грама, пречника 24,5 mm, састава Ni 12%, Cu 70%, Zn 18%
- 5 динара (1970/1976), масе 6,75 грама, пречник 27,5 mm, састава Ni 12%, Cu 70%, Zn 18%
- 10 динара (1970/1976), масе 10 грама, пречник 30 mm, састава Ni 12%, Cu 70%, Zn 18%

- 1 динар ФИАТ ПАНИС 1976.
3,8 g 21,8 mm
Ni 12%, Cu 70%, Zn 18%
- 2 динара ФИАТ ПАНИС 1970.
6,75 g 27,5 mm
Ni 12%, Cu 70%, Zn 18%
- 5 динара ФИАТ ПАНИС 1970.
6,75 g 27,5 mm
Ni 12%, Cu 70%, Zn 18%

Поводом 85. годишњице рођења председника Јосипа Броза Тита и 40. година његовог доласка на чело КПЈ, 1977. године су издате кованице од:
- 200 динара, масе 15,00 грама, пречника 32 mm, чистоће 750/1000 сребра. У позадини лица сребрњака су стилизовани барјаци. С леве стране у горњем делу се налази грб СФРЈ, око кога је кружно исписан назив државе (ћирилица и латиница), а полукружно око руба са десне стране је латинични текст „PROLETERI SVIH ZEMALJA UJEDINITE SE”, испод кога је петокрака звезда и скраћеница „KPJ”. Са десне стране су исписане године 1937. и 1977. У доњем делу је великим бројевима исписана номинална вредност „200”, а испод њега назив валуте динар у четири верзије (хрватски, српски, словеначки и македонски) и два писма (латиница и ћирилица). На наличју у средишњем делу је леви Титов профил. Десно од њега је ловоров венац који окружује број 85. На рубу око обода је украшен тачкицама. Кованица има гладак обод на коме је исписан назив државе (ћирилицом и латиницом). Аутор дизајна је Драгиша Андрић, а сребрњак је израђен у Заводу за израду новчаница и кованог новца у Београду.

- 200 динара 85. Титов рођендан и 40. година на чело КПЈ 1977.
15 g 32 mm
Ag 75% Cu 25%

Поводом VIII медитеранских игара у Сплиту 1979. године издате су кованице од:
- 100 динара, масе 10 грама, 28 mm, чистоће 925/1000 сребра. На лицу се налази главни мотив маскота средоземна морска медведица. Десно од ње је грб СФРЈ, испод кога је утиснута година издавања 1978.
- 150 динара, масе 12,5 грама, пречника 30 mm, чистоће 925/1000 сребра. На лицу се налази главни мотив брод „Бакар”, експонат Поморског музеја у Сплиту. Изнад њега је грб СФРЈ.
- 200 динара, масе 15 грама, пречника 32 mm, чистоће 925/1000 сребра. На лицу се налази главни мотив античка амфора пронађена у далматинској акваторији. Лево од ње је грб СФРЈ, година издавања 1978. и ознаке ковнице.
- 250 динара, масе 17,5 грама, пречника 34 mm, чистоће 925/1000 сребра. На лицу се налази главни мотив, црква Светог Доната у Задру. Изнад њега је грб СФРЈ, а десно година издавања 1978. и ознаке ковнице.
- 300 динара, масе 20 грама, пречника 36 mm, чистоће 925/1000 сребра. На лицу се налази главни мотив, катедрала Светог Јакова у Шибенику. Изнад њега је грб СФРЈ, а лево од њега година издавања 1978. и ознаке ковнице.
- 350 динара, масе 22,5 грама, пречника 36 mm, чистоће 925/1000 сребра. На лицу се налази главни мотив, лав с Радовановог портала, главног портала Катедрале Светог Ловре у Трогиру. Изнад њега је грб СФРЈ, десно година издавања 1978. с ознакама ковнице, а лево је латиничним текстом исписан назив града „TROGIR”.
- 400 динара, 25 грама, пречника 40 mm, чистоће 925/1000 сребра. На лицу се налази главни мотив, перистил Диоклецијанове палате. Изнад њега је грб СФРЈ, са леве стране изнад лукова перистила је година издавања 1978. са ознакама ковнице, док је при дну перистила латиницом исписан назив града „SPLIT”.
- 1.500 динара, масе 8,8 g, пречника 24 mm, чистоће 900/1000 злата. На средишту лица је знак игара у Сплиту - три круга делимично потопљена у воду (аутор Борис Љубичић), који је након тога постао заштитни знак Медитеранских игара. Изнад знака је грб СФРЈ.
- 2.000 динара, масе 11,8 грама, пречника 27 mm, чистоће 900/1000 злата. На лицу златника је представа архитектонског решења спортског пливалишта на Пољуду у Сплиту у облику морског таласа, изграђеног за потребе игара, изнад кога је грб СФРЈ, а лево од њега је утиснута година издавања 1978.
- 2.500 динара, масе 14,7 грама, пречника 30 mm, чистоће 900/1000 злата. Главни мотив на лицу је фудбалски и атлетски стадион Пољуд у Сплиту, изграђен за потребе Медитеранских игара, према пројекту ријечког архитекте Бориса Магаша. Изнад главног мотива је грб СФРЈ, а лево од њега је утиснута година издавања 1978.
- 5.000 динара, масе 29,5 грама, пречника 38 mm, чистоће 900/1000 злата. Главни мотиви на лицу златника су прилаз јужним вратима Диоклецијанове палате из 3. века с катедралом Светог Дује. Изнад главног мотива је грб СФРЈ.

Грб СФРЈ на лицу је са шест бакљи и венцем од житног класја и петокраком звездом на врху. Око обода на лицу свих златника и сребрњака је кружно исписан назив државе (ћирилица и латиница), док је при дну номинална вредност, а лево и десно од ње исписан је назив валуте динар у четири верзије (хрватски, српски, словеначки и македонски) и два писма (латиница и ћирилица). На наличју свих сребрњака и златника је леви Титов профил, око кога је по ободу кружно исписан латинични текст „JOSIP BROZ TITO – POKROVITELJ VIII MEDITERANSKIH IGARA”, а при дну је „SPLIT 1979”. Сви златници и сребрњаци имају назубљен обод. Аутори дизајна су Драгиша Андрић и Драгомир Милеуснић, а израђени су у Златари Мајданпек.
- 100 динара Сплит
 10 g 28 mm
Ag 92,5%
- 150 динара Сплит
 12,5 g 30 mm
Ag 92,5%
- 200 динара Сплит
 15 g 32 mm
Ag 92,5%
- 250 динара Сплит
 17,5 g 34 mm
Ag 92,5%
- 300 динара Сплит
 20 g 36 mm
Ag 92,5%
- 350 динара Сплит
 22,5 g 36 mm
Ag 92,5%
- 400 динара Сплит
 25 g 40 mm
Ag 92,5%
- 1.500 динара Сплит
 8,8 g 24 mm
Au 90%
- 2.000 динара Сплит
 11,8 g 27 mm
Au 90%
- 2.500 динара Сплит
 14,7 g 30 mm
Au 90%
- 5.000 динара Сплит
 29,5 g 38 mm
Au 90%

За 60. годишњицу одржавања Другог конгреса КПЈ у Вуковару 1980. године издате су кованице од:
- 500 динара, масе 8,00 грама, пречника 27 mm, чистоће 925/1000 сребра.
- 1.000 динара, масе 14,00 грама, пречника 30 mm, чистоће 925/1000 сребра
- 1.500 динара, масе 22,00 грама, пречника 34 mm, чистоће 925/1000 сребра.

Сва три сребрњака на лицу имају главни мотив зграду вуковарског радничког дома, у коме је конгрес одржан. Десно од њега је грб СФРЈ. Около је кружно исписан назив државе (ћирилица и латиница), У доњем делу је великим бројевима исписана номинална вредност, а са леве и десне стране назив валуте динар у четири верзије (хрватски, српски, словеначки и македонски) и два писма (латиница и ћирилица). На наличју је Титов леви полупрофил. Около је латинични текст „60. GODINA II VUKOVARSKOG KONGRESA KPJ” и при дну „1920-1980”. Аутори дизајна су Драгиша Андрић и Драгомир Милеуснић, а израђени су у Заводу за израду новчаница и кованог новца у Београду.
- 1.500 динара 1980.
22 g 34 mm
Ag 92,5%

Поводом Титове смрти 1980. године издате су кованице од:
- 1.000 динара, масе 28,00 грама, чистоће 750/1000 сребра
- 1.000 динара, масе 26,00 грама, чистоће 925/1000 сребра

- 1000 динара Титова смрт 1980.
Ag 75% 28 g

Поводом 36. светског првенства у стоном тенису одржаног у Новом Саду, 1981. године су издате кованице од:
- 500 динара, масе 8,00 грама, пречник 27 mm, чистоће 750/1000 сребро. Главни мотив на наличју су стонотениски рекети.
- 1.000 динара, масе 14,00 грама, пречник 30 mm, чистоће 750/1000 сребра. Главни мотив на наличју је стонотениски рекет.
- 1.500 динара, масе 22,00 грама, пречника 34 mm, чистоће 750/1000 сребра. На наличју је приказана дворана СПЕНСа, која је изграђена поводом овог такмичења.

На лицу сребрњака се налази панорама Новог Сада са Петроварадинском тврђавом. Десно од куле са сатом је исписана година издавања (1981). У горњој половини је грб СФРЈ, а на рубу је кружно исписан назив државе (ћирилица и латиница). У доњем делу је номинална вредност, а испод ње назив валуте динар у четири верзије (хрватски, српски, словеначки и македонски) и два писма (латиница и ћирилица). Изнад главног мотива на наличју је латинични текст „SPENS ’81”. По рубу наличја сребрњака је кружни натпис „36. SVETSKO PRVENSTVO U STONOM TENISU – NOVI SAD”. Обод сребрњака је назубљен. Аутори дизајна су Драгиша Андрић и Драгомир Милеуснић, а израђени су у Заводу за израду новчаница и кованог новца у Београду.
- 500 динара СПЕНС 1981.
8 g 27mm
Ag 75%
- 1.000 динара СПЕНС 1981.
 14 g 30 mm
Ag 75%
- 1.500 динара СПЕНС 1981.
22 g 34 mm
Ag 75%

Поводим 40. годишњице устанка и социјалистичке револуције народа и народности Југославије, 1981. године су издате кованице од:
- 1.000 динара, масе 14,00 грама, пречника 30 mm, чистоће 750/1000 сребра. Рађен је у специјалној техници са високосјајним равним површинама и матираним рељефним детаљима. На лицу се налази грб СФРЈ, украшен маслиновом гранчицом. Испод су номинална вредност и назив валуте динар у четири верзије (хрватски, српски, словеначки и македонски) и два писма (латиница и ћирилица). На рубу је кружно исписан назив државе (ћирилица и латиница). На наличју је леви Титов профил, а у позадини стилизоване звезде и барјаци, симболи социјализма, а лево од профила су исписане године 1941. и 1981. Аутор дизајна је Драгиша Андрић, а израђени су у Заводу за израду новчаница и кованог новца у Београду.

- 1.000 динара 40. година устанка и револуције 1981.
14  g 30 mm
Ag 75%

Поводом 17. светског првенства у кајаку и кануу на мирним водама одржаног у Београду 1982. године су издате кованице од:
- 1.000 динара, масе 18,00 грама, пречника 34 mm, чистоће 925/1000 сребра. На лицу је главни мотив Победник Београда, лево од њега је грб СФРЈ, а десно година издавања (1982) и латиницом исписан назив града „BEOGRAD”. Око обода је кружни натпис са називом државе (ћирилица и латиница), а у доњем делу номинална вредност испод које назив валуте динар у четири верзије (хрватски, српски, словеначки и македонски) и два писма (латиница и ћирилица). На наличју су мотиви панораме Београда: Хотел Москва, Београђанка, Зграда Народне скупштине, Конак кнегиње Љубице и Музеј савремене уметности, као и маскота врабац. Десно је латиницом исписан назив града „BEOGRAD”.
- 1.500 динара, масе 22,00 грама, пречника 36 mm, чистоће 925/1000 сребра. На лицу је главни мотив растворени глобус преко кога је лик кануисте. На наличју је лик Јосипа Броза без текста.

Обод сребрњака је назубљен. Аутор кованица је Драгомир Милеуснић, а новац је израђен у Златари Мајданпек.
- 1.000 динара 17. СП кајак кану 1982.
18 g 34 mm
Ag 92,5%
- 1.500 динара 17. СП кајак кану 1982.
22 g 36 mm
Ag 92,5%

Поводом 40. годишњица Битке на Неретви и 40. годишњица Битке на Сутјесци, 1983. године су издате кованице од:
- 10 и 10 динара, масе 8,7 грама, пречника 30 mm, састава Ni 19%,Cu 61%, Zn 20%

- 10 динара 40. година Битке на Сутјесци
Ni 19%,Cu 61%, Zn 20%
- 10 динара 40. година Битке на Неретви
Ni 19%,Cu 61%, Zn 20%

Поводом 14. зимских олимпијских игара у Сарајеву 1984. године издате су кованице од:
- 100 динара (I,II,III,IV,V серија), масе 13 грама, пречника 30 mm, чистоће 925/1000 сребра. Постоји пет верзија, на чијим наличјима је симболично приказано пет дисциплина зимских спортова у виду: два хокејаша (1982), уметничке клизачице (1983), два возача боба (1983), клизач у дисциплини брзог клизања (1984), клизачки пар у уметничком клизању (1984).
- 250 динара (I,II,III,IV,V серија), масе 17 грама, пречника 34 mm, чистоће 925/1000 сребра. Постоји пет верзија, на чијим наличјима су приказани: ведута (архитектонски објекти) града Сарајева (1982), стећци са археолошког налазишта некропола Радимља (1983), фрагмент налаза из Лепенском виру (1983), ведута града Јајца, са датумом „29. XI 1943.” на средини (1984), Титов портрет (1984)
- 500 динара (I,II,III,IV,V серија), масе 23 грама, пречника 38 mm, чистоће 925/1000 сребра. Постоји пет верзија, на чијим наличјима је симболично приказано пет дисциплина зимских спортова: спуст (1982), скокови (1983), биатлон (1983), трчање (1984) и слалом (1984).
- 5000 динара (1982), масе 8,00 грама, пречника 24 mm, чистоће 900/1000 злата. На наличју је средишњи мотив пахуљица с пет олимпијских кругова изнад.
- 5000 динара (1983), масе 8,00 грама, пречника 24 mm, чистоће 900/1000 злата. На наличју је средишњи мотив Титов лик
- 5000 динара (1984), масе 8,00 грама, пречника 24 mm, чистоће 900/1000 злата. На наличју је средишњи мотив стилизована бакља.

На лицу свих сребрњака и златника у средишту су два поља: заштитни знак олимпијских игара у Сарајеву и грб СФРЈ са шест бакљи. Изнад средишњих поља су два чекића (знак ковница) и година издања, док је около исписано име државе (ћирилица и латиница), а при дну номинална вредност, поред које стоји слово „Д” (латиницом лево и ћирилицом десно). око средишњег мотива на наличју је кружни латинични натпис „XIV ZIMSKE OLIMPIJSKE IGRE” и „SARAJEVO ’84”. Обод кованица је назубљен. Аутори су Небојша Митрић, Љубиша Манчић, Ђорђе Јовановић, Драгиша Андрић и Драгомир Милеуснић, а исковани су у Златари Мајданпек.
- 100 динара хокеј 1982.
13 g 30 mm
 Ag 92,5%
- 100 динара боб 1983.
13 g 30 mm
 Ag 92,5%
- 100 динара клизање 1983.
13 g 30 mm
 Ag 92,5%
- 100 динара клизачи 1984.
13 g 30 mm
 Ag 92,5%
- 100 брзо клизање 1984.
13 g 30 mm
 Ag 92,5%
- 250 динара Сарајево 1982.
17 g 34 mm
 Ag 92,5%
- 250 динара Радимља 1983.
17 g 34 mm
 Ag 92,5%
- 250 динара Лепенски вир 1983.
17 g 34 mm
 Ag 92,5%
- 250 динара Јајце 1984.
17 g 34 mm
 Ag 92,5%
- 250 динара Титов портрет 1984.
17 g 34 mm
 Ag 92,5%
- 500 динара биатлон 1983.
23 g 38 mm
 Ag 92,5%
- 500 динара трчање 1984.
23 g 38 mm
 Ag 92,5%
- 500 динара слалом 1984.
23 g 38 mm
 Ag 92,5%
- 5000 динара 1982.
8 g 24 mm
Au 90,%

Поводом 8. светског првенства у смучарским скоковима у Планици 1985. године издате су кованице од:
- 500 динара, масе 13,00 грама, пречника 30 mm, чистоћа 925/1000 сребро. На наличју су представљене три чапље, раширених крила, као симбол скијашких летова.925/1000 сребра.
- 1.000 динара, масе 23,00 грама, пречника 38 mm, чистоће 925/1000 сребра. На наличју је главни мотив колевка.
- 1.000 динара, масе 23,00 грама, пречника 38 mm, чистоће 925/1000 сребра. На наличју је лик инжењера Станка Блоудека, који је на Планици пројектовао прву скакаоницу на свету за скијашке летове преко 100 m.
- 10.000 динара, масе 8,00 грама, пречника 24 mm, чистоће 900/1000 злата. На наличју су представљене три чапље.

На лицу кованице је грб СФРЈ, номинална вредност уз кога стоји слово „Д” (ћирилицом и латиницом) скраћеница од валуте (динар), око кога је исписан и назив државе (ћирилица и латиница). На наличју испод главног мотива је исписан латинични „PLANICA 50”, док је около кружно исписан текст „VIII SVETSKO PRVENSTVO U SMUČARSKIM LETOVIMA”. Обод кованице је назубљен. Аутор дизајна је Небојша Митрић, а израђен је у Златари Мајданпек.
- 500 динара Планица 1985.
13,00 g 30 mm
Ag 92,5%
- 1.000 динара Планица колевка 1985.
23,00 g 38 mm
Ag 92,5%
- 1.000 динара Планица Блоудек 1985.
23,00 g 38 mm
Ag 92,5%
- 10.000 динара Планица 1985.
8 g 38 mm
Au 24%

Поводом 40. годишњице ослобођења Југославије и победе над фашизмом, 1985. године издате су кованице од:
- 100 динара, масе 8,70 грама, пречника 29 mm, састава Ni 19%, Cu 61%, Zn 20%
- 5.000 динара, масе 23,50 грама, чистоће 925/1000 сребра

Кованице су израђене у специјалној техници са високосјајним равним површинама и матираним рељефним детаљима.
- 100 динара 40. годишњица
8,70 g 29 mmmm
Ni 19% Cu 61% Zn 20%

Поводом 270. година одржавања витешке игре Сињске алке, 1985. издате су кованице од:
- 1.000 динара, масе 6 грама, пречника 22 mm, чистоће 925/1000 сребра. На наличју је главни мотив едек с водичима
- 2.000 динара, масе 14 грама, пречника 30 mm, чистоће 925/1000 сребра. На наличју је главни мотив барјактар с пратњом.
- 3.000 динара, масе 26 грама, пречника 38 mm, чистоће 925/1000 сребра. На наличју је главни мотив штитоноша.
- 10.000 динара, масе 5 грама, пречника 20 mm, чистоће 900/1000 злата. На наличју је главни мотив алкар на коњу у трку.
- 20.000 динара, масе 8 грама, пречника 24 mm, чистоће 900/1000 злата. На наличју је главни мотив поворка алкарских момака.
- 40.000 динара, масе 14 грама, пречника 30 mm, чистоће 900/1000 злата. На наличју је главни мотив војвода с пратњом.

На лицу свих сребрњака и златника се налази Сињска тврђава са барјаком на врху у позадини и скупина људи на улици која посматра алку. Са леве стране у горњем реду је грб СФРЈ. Испод је назив државе СФРЈ (ћирилица и латиница) и номинална вредност, поред које стоји слово „Д” (латиницом лево и ћирилицом десно), ознака за динар. На наличју, лево од главног мотива је алка, симбол витешке игре, а испод латинични текст „SINJSKA ALKA 1715-1985”. Аутор дизајна је академски вајар Стипе Сикирица, а израђена је у Заводу за израду новчаница и кованог новца у Београду. Три златника и три сребрњака издало је Витешко алкарско друштво у сарадњи са Народном банком Југославије и Сплитском банком. Новац од продаје је омогућио куповину некретнина за пословање друштва, док су испоручене и фактурисане количине новца биле веће од новца који су своје време исплаћени Заводу, због чега су преостале количине кованица одложене.
- 10.000 динара Сињска алка 1985.
5 g 20 mm
Au 90%
- 20.000 динара Сињска алка 1985.
8 g 24 mm
Au 90%
- 40.000 динара Сињска алка 1985.
14 g 30 mm
Au 90%

Поводом 200. годишњице рођења Вука Стефановића Караџића, 1987. године су издате кованице од:
- 100 динара, масе 8,65 грама, пречника 29,25 mm, састава Ni 19%, Cu 61%, Zn 20%
- 3.000 динара, масе 13,00 грама, пречника 30 mm, чистоће 925/1000 сребра
- 5.000 динара, масе 17,00 грама, пречника 34 mm, чистоће 925/1000 сребра
- 50.000 динар, масе 8,00 грама, пречника 24mm, чистоће 900/1000 злата

Израдио их је Завода за израду новчаница и кованог новца у Београду.
- 100 динара Вук Караџић 1987.
8,65 g 29,25 mm
Ni 19% Cu 61% Zn 20%
- 5000 динара Вук Караџић 1987.
17,00 g
Au 92,5

Поводом 9. самита несврстаних земаља у Београду 1989. године су издате кованице од:
- 5.000 динара, масе 8,04 грама, састава Cu 75%, Ni 4%, Zn 21%
- 50.000 динара, масе 13,00 грама, пречника 30 mm, чистоће 925/1000 сребра. На наличју се налази Победник Београда.
- 100.000 динара, масе 17,00 грама, пречника 33 mm, чистоће 925/1000 сребра
- 2.000.000 динара, масе 8,00 грама, пречника 24 mm, чистоће 900/1000 злата. На наличју се налази службени амблем самита две траке које симболизују глобус.

Главни мотив на лицу је грб СФРЈ са шест бакљи, венцем од житног класја и петокраком звездом на врху. Око обода је кружни натпис са називом државе (ћирилица и латиница), а у доњем делу номинална вредност и слово „Д” (латиницом лево и ћирилицом десно), као ознака валуте (динар). Испод главног мотива на наличју је латинични текст „BEOGRAD ’89”. Кружно уз обод је латинични текст на енглеском и српском језику „THE NINTH NON-ALIGNED SUMMIT – DEVETI SAMIT NESVRSTANIH ZEMALJA”. Аутори дизајна су Драгиша Андрић и Драгомир Милеуснић, а израђена је у Заводу за израду новчаница и кованог новца у Београду.
- 50.000 динара, 13,00 g 30 mm
Ag 92,5%
- 100.000 динара, 17,00 g 33 mm
Ag 92,5%

Поводом 29. шаховске олимпијаде одржане 16. новембра до 4. децембра 1990. у Новом Саду, 1990. године су издате кованице од:
- 5 динара, масе 8,5 грама, пречника 29 mm, састава Ni 12%, Cu 70%, Zn 18%
- 100 динара, масе 13 грама, пречника 30mm, чистоће 925/1000 сребра. На наличју је Петроварадински сат, а позадини стилизована шаховска табла. Изнад табле је година издавања, а лево је латиницом исписан назив града „NOVI SAD”
- 150 динара, масе 17 грама, пречника 34 mm, чистоће 925/1000 сребра. На наличју је стилизована шаховска табла, у чијој позадини је глобус. Испод глобуса је година издавања, а десно од глобуса је латиницом исписан назив града „NOVI SAD”.
- 1.000 динара, масе 3,5 грама, пречника 20 mm, чистоће 900/1000 злата

На лицу сребрњака и златника се налази грб СФРЈ. Око обода је кружни натпис са називом државе (ћирилица и латиница), а у доњем делу номинална вредност и слово „Д” (латиницом лево и ћирилицом десно), као ознака валуте (динар). Око обода на наличју је латинични текст на српском и енглеском језику „29. ŠAHOVSKA OLIMPIJADA” и „29th CHESS OLYMPIAD”.
Аутор сребрњака је Драгомир Милеуснић, а исковани су у Заводу за израду новчаница и ковница у Београду.
- 5 динара
8,5 g 29 mm
Ni 12% Cu 70% Zn 18%
- 100 динара
13 g 30 mm
Ag 92,5%
- 150 динара
17 g 34 mm
Ag 92,5%
- 1.000 динара
3,5 g 20 mm
Au 90%

Поводом 110. годишњице Народне банке Југославије, 1994. године су издате кованице од:
- 150 динара масе 7,78 грама, пречника 22 mm, чистоће 900/1000 злата. На лицу су главни мотиви двоглави орао, грб СРЈ и Зграда Народне банке. Около је кружни ћирилични натпис са називом државе СРЈ, а при дну номинална вредност и назив валуте (нови динар). На наличју је голубица са маслиновом граничицом у кљуну, а около кружни ћирилични натпис „СТО ДЕСЕТ ГОДИНА НАРОДНЕ БАНКЕ ЈУГОСЛАВИЈЕ”, а при дну година оснивања 1884. и година ковања 1994. Обод је назубљен. Аутори златника су Драгиша Андрић и Драгомир Милеуснић, а израђена је у Заводу за издавање новчаница и кованог новца у Београду.

- 150 динара 110 година НБС 1994.
7,78 g 22 mm
Au 90%

Аутор дизајна кованице је Драгомир Милеуснић, а израђени су у Заводу за израду новчаница и кованог новца у Београду.
Поводом 140. годишњица рођења Николе Тесле, с ликом Николе Тесле на лицу и грбом СРЈ на наличју, аутора Драгомира Милеуснића, 1996. године су издате кованице од:
- 20 нових динара, масе 9,324 грама, пречника 29 mm, од легуре садржаја Ni 12% Cu 70% Zn 18%
- 200 нових динара, масе 13,00 грама, пречника 30 mm, чистоће 925/1000 сребра
- 300 нових динара, масе 26,00 грама, пречника 38 mm, чистоће 925/1000 сребра
- 1.000 нових динара, масе 8,64 грама, пречника 24 mm, чистоће 900/1000 злата

- 300 динара 140. годишњица рођења Николе Тесле 1996
26,00 g 38 mm
Ag 92,5%
- 1000 динара 140. годишњица рођења Николе Тесле 1996
8,64 g 24 mm
Au 90%

Новац је израђен у Заводу за израду новчаница и кованог новца у Београду.
Поводом 800. годишњице манастира Хиландар 1998. године, Завод за израду новчаница и кованог новца је произвео серију златника. На њиховом лицу се налази панорама манастира, изнад кога је грб СРЈ, око руба је ћирилични кружни натпис са именом државе СРЈ и у доњем делу номинална вредност и назив валуте нови динар. На наличју су ликови оснивача манастира, Светог Симеона и Светог Саве. Златници имају назубљен обод. Аутор дизајна је С. Ђурић. Издати су апоени од:
- 600 нових динара, масе 3,45 грама, пречника 20 mm, чистоће 900/1000 злата.
- 1.500 нових динара, масе 8,64 грама, пречника 25 mm, чистоће 900/1000 злата
- 3.000 нових динара, масе 17,27 грама, пречника 30 mm чистоће 900/1000 злата. Постоје два издања 1998. и 1999. године.
- 6.000 нових динара, масе 34,56 грама, пречника 40 mm, чистоће 900/1000 злата. Постоје два издања 1998. и 1999. године.

- 6.000 нд 800. година Хиландара (1999)
34,56 g 40 mm
Au 90%

Поводом 200. годишњица Првог српског устанка, 2004. године су издати златници од:
- 5.000 динара, масе 3,455 грама, пречника 20 mm, чистоће 900/1000 злата
- 10.000 динара, масе 8,64 грама, пречника 25 mm, чистоће 900/1000 злата

На лицу у средишњем делу се налази лик Карађорђа, око кога је полукружно исписан ћирилични текст „Ђорђе Петровић — Карађорђе”, а испод су омеђене тачкама исписане године његовог рођења и смрти „1752—1817”. На наличју је двоглави орао с круном и штитом са четири оцила. Лево од круне је година 1804. а десно 2004. Око круне је полукружно исписан текст „Република Србија”, међусобно раздвојене тачком. Испод грба је номинална вредност, а испод ње назив валуте динар (ћирилица и латиница). Обод кованице је рецкаст. Аутор је Митар Петковић.
Поводом 120. година Народне банке Србије, 2004. године је издат златник од:
- 1 динара, масе 8,64 грама, пречника 25 mm, чистоће 900/1000 злата

На лицу кованице је у средишњем делу приказана зграда Народне банке Србије, испод које су уписане године јубилеја „1884–2004”. С десне стране је ознака номинале вредности, а испод је назив валуте (ћирилица и латиница).
На наличју је представљен средњовековни новац српских владара Стефана Уроша II, на коме владар прима заставу од Светог Стефана и средњовековни новац цара Душана, на коме два анђела предају владару царску круну. Изнад ове две представе је амблем Народне банке Србије, лево и десно од њега је кружно око обода исписан ћирилични текст „Народна банка”, а испод реч „Србија”.
Обод кованица је рецкаст. Аутор је Митар Петковић.